# VW T3
Der VW T3 von Volkswagen war die dritte Generation des VW-Transporters. Sie kam im Mai 1979 erstmals auf den Markt und wurde bis 1992 produziert und war die letzte Transporter-Baureihe mit Heckantrieb. Nach dem VW 411/412 aus dem Jahr 1968 war der T3 der letzte neu entwickelte Volkswagen mit luftgekühltem Heckmotor. 1982 wurden die Modelle mit Ottomotor von Luft- auf Wasserkühlung umgestellt. Mit Frontmotor und Frontantrieb kam 1990 der völlig neu konstruierte Nachfolger T4 auf den Markt.
Die dritte Generation der VW-Busse trug letztmals die Typbezeichnung Typ 2. Innerhalb dieser Baureihe wurden die einzelnen Modelle T1, T2 und T3 intern durchnummeriert. Obwohl es sich dabei also um inoffizielle Bezeichnungen handelte, hat sich letztlich T3 für diese Modellreihe durchgesetzt. Offiziell hieß sie Typ2-Modell ’80. Die Konstruktion des T3 lief VW-intern unter der Bezeichnung EA 162 (EA = „Entwicklungsauftrag“).

## Modellgeschichte

### Allgemeines

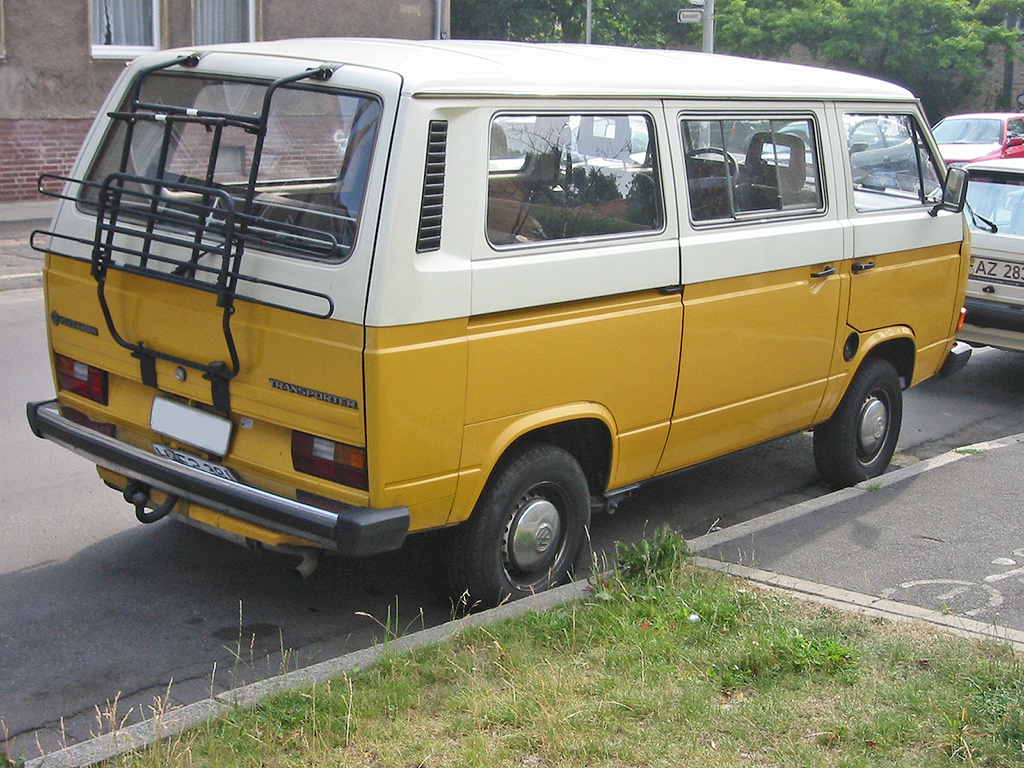
Heckansicht

Volkswagen hatte für den ersten Transporter von 1950 (T1) noch den Motor vom Käfer (Typ 1) und Teile des Fahrwerks vom Kübelwagen (Typ 82) übernommen. Der T2 von 1967 war nur eine weiterentwickelte Version mit größerer Karosserie und Schräglenker-Hinterachse. Erst der im Mai 1979 präsentierte T3 war das erste eigenständig neu entwickelte Transportermodell von VW. Abgesehen von der größeren, kantigen Karosserie hatte er viele technische Neuerungen, wie beispielsweise eine Zahnstangenlenkung statt der Rollenlenkung des Vorgängers und eine Vorderradaufhängung mit doppelten Dreiecksquerlenkern und Schraubenfedern anstelle der bisherigen Kurbellenkerachse mit Drehfederstäben. Auch die Schräglenker-Hinterachse war nun mit Schraubenfedern (Miniblockfedern) versehen. Das Reserverad war beim T3 in einem aufklappbaren Halter unter der Fahrzeugfront angebracht statt im Innenraum.

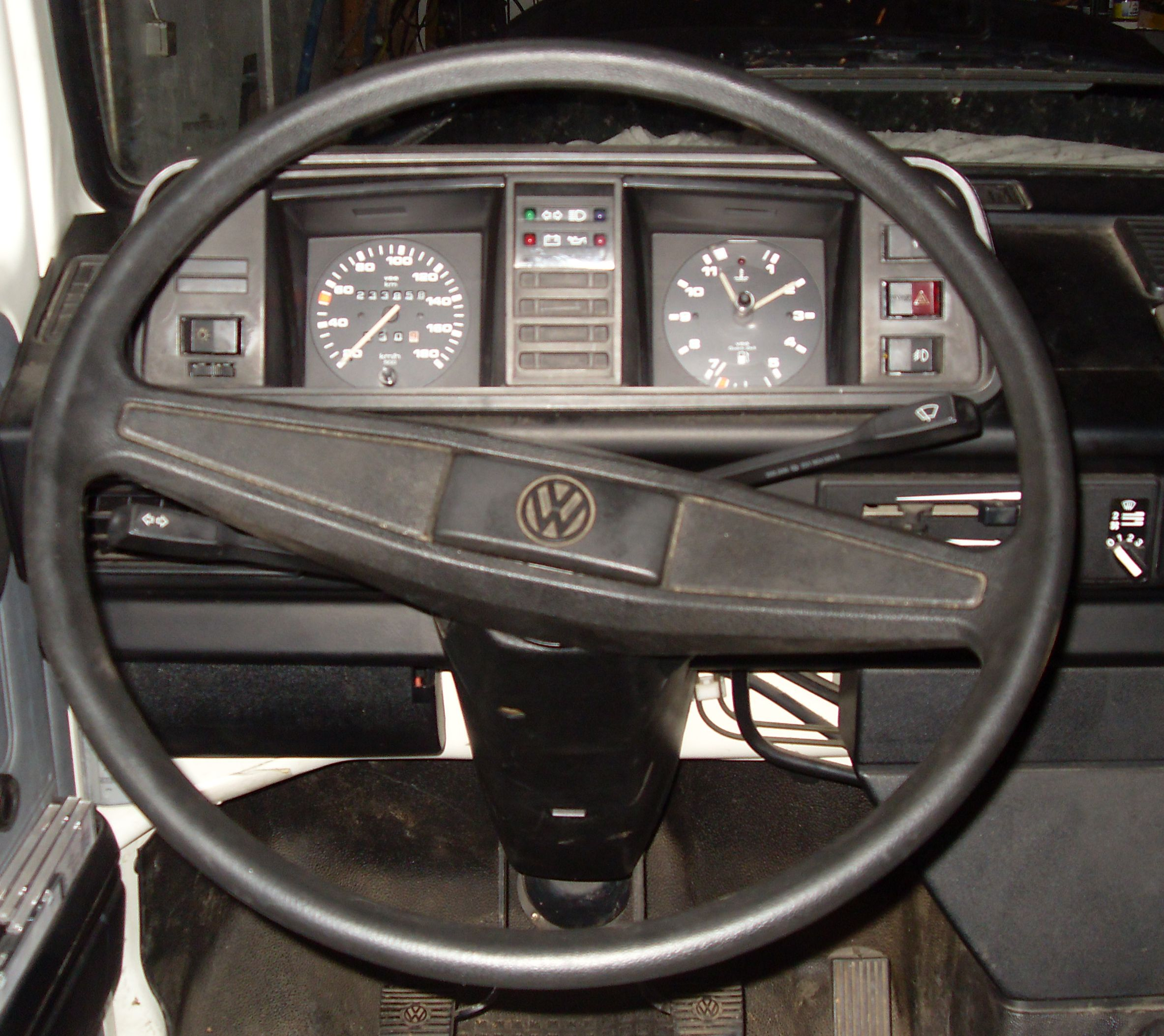
T3-Cockpit (1989) aus der Fahrerperspektive

Der T3 war geräumiger; Radstand und Wagenlänge wurden um etwa 60 mm vergrößert. Er war 125 mm breiter als sein Vorgänger und 60 kg schwerer (1365 kg mit dem kleinsten Motor). Die beiden luftgekühlten Motoren vom Vorgänger wurden mit unveränderter Leistung übernommen. Die 1,6 Liter 37-kW-Maschine (50 PS) hatte nun, wie der 2,0 Liter mit 51 kW (70 PS), das Kühl-Gebläserad auf der Kurbelwelle, so dass der Motorraum zugunsten des Kofferraums um 200 mm niedriger war. Der Laderaumboden war auf 400 mm über Straßenniveau abgesenkt, dadurch war der Innenraum um 100 mm höher als beim Vorgänger (Innenhöhe beim Kastenwagen: 1465 mm, Hochraum-Kastenwagen: 1880 mm).
Der T3 gilt wie seine Vorgänger als robust. Unter anderem verbergen sich unter den vorderen Stoßfängern Stahlbügel, die durch parallele Träger miteinander verbunden sind und so eine verbesserte Aufprallstabilität bieten. Die Korrosionsvorsorge war jedoch nur zufriedenstellend; noch im Modelljahr 1989 gab es den Dauerunterbodenschutz auf Wachs-Bitumen-Basis ab Werk nur für 400 DM extra. Das größte Problem des T3 ist Fugenkorrosion, vor allem bei den aus mehreren Blechen zusammengesetzten Karosserie-Seitenwänden.

### Karosserievarianten
Folgende Karosserievarianten des Transporters wurden ab 1979 angeboten:
- Pritschenwagen (Typ 245) mit offener Ladefläche und Kabine für 2 oder 3 Personen
- Doppelkabine (Typ 247) mit verkürzter Ladefläche und Kabine mit 2 Sitzreihen für 5 oder 6 Personen, in der Schweiz bis zu 7 Personen
- Kastenwagen (Typ 251) mit geschlossenem Aufbau und Kabine für 2 oder 3 Personen
- Kombi (Typ 253) Fensterbus mit bis zu 9 Sitzplätzen in 3 Reihen mit einfacher Innenausstattung
- Bus, Bus L (Typ 255) Fensterbus als höherwertige PKW-Version mit bis zu 9 Sitzplätzen und gehobener Innenausstattung, beim Bus L auch mit gehobener Außenausstattung

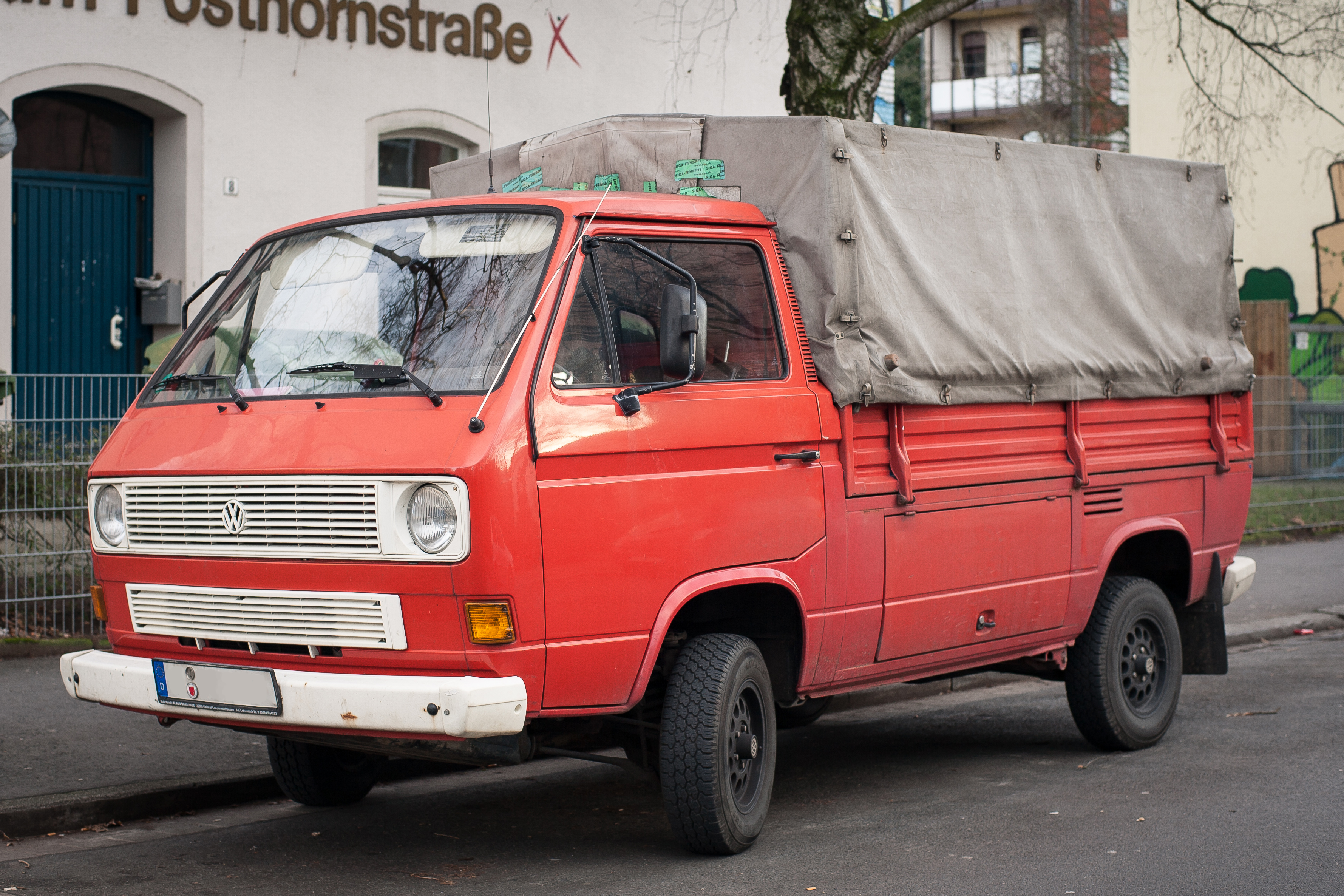
Pritschenwagen, mit abgedeckter Ladefläche
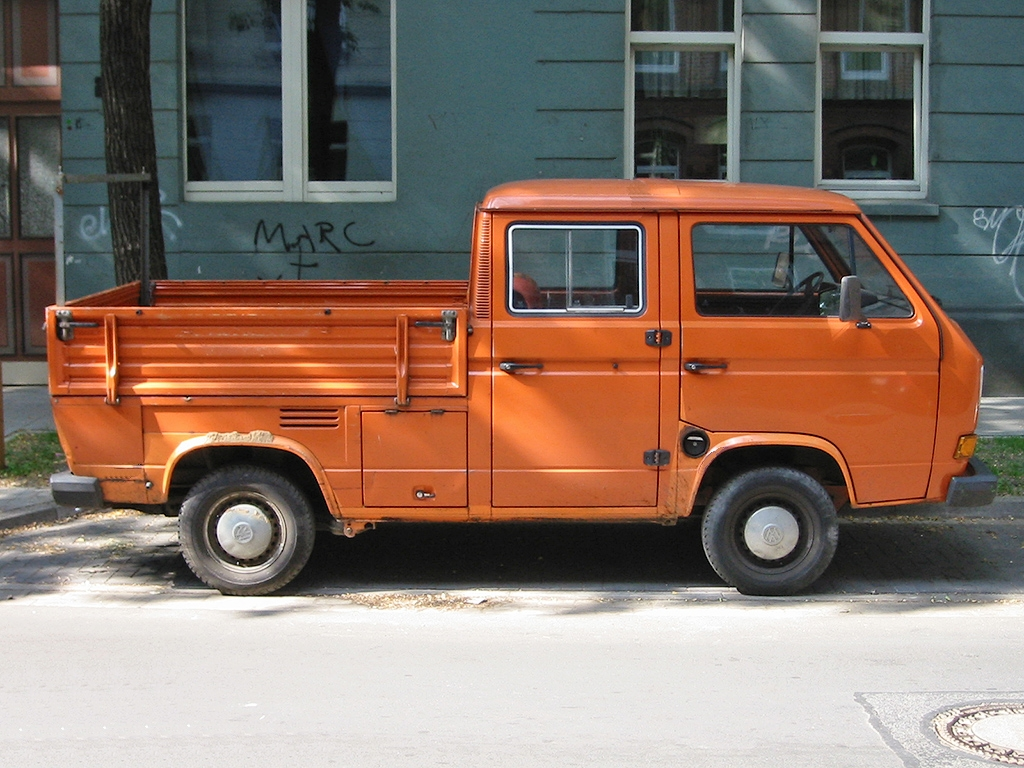
Doppelkabine, mit kleiner Pritsche (3,27 m2)
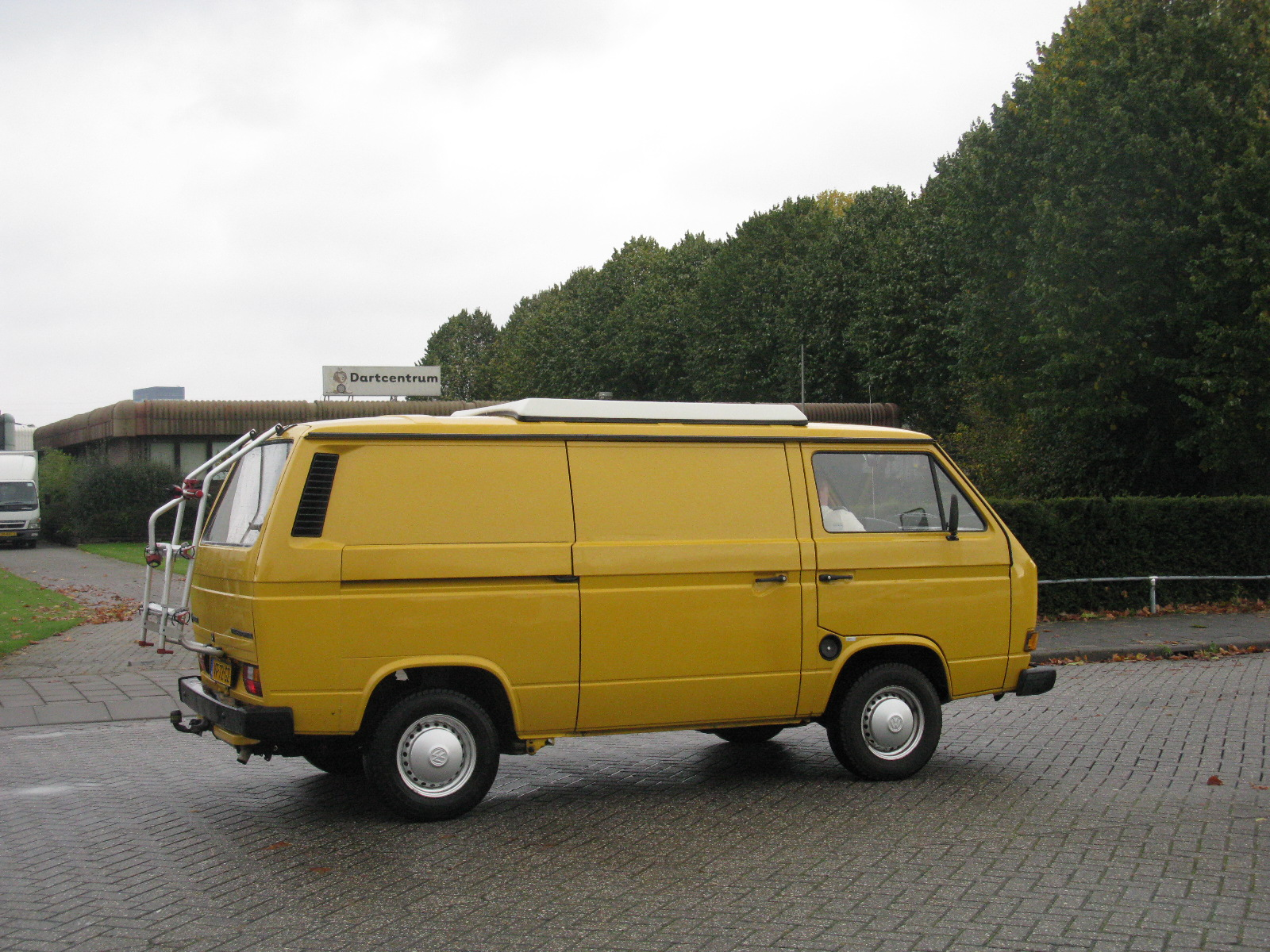
Kastenwagen
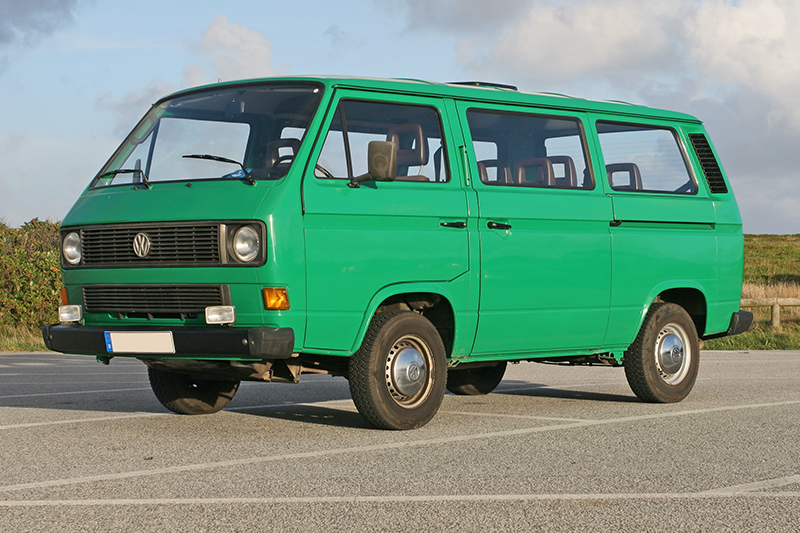
Kombi, mit zweiter Schiebetür links
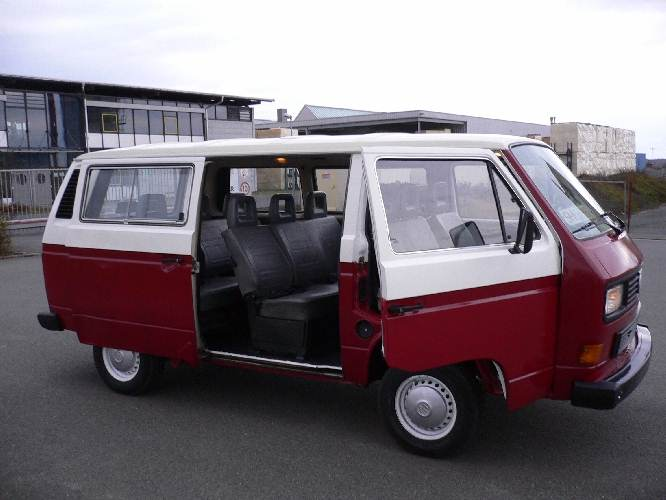
Bus L / Caravelle CL, 9-Sitzer

Mit dem Modelljahr 1984 wurden die Namen geändert:
- aus dem Kombi wurde der Transporter,
- aus dem Bus der Caravelle C,
- aus dem Bus L der Caravelle CL und
- aus dem Caravelle (eingeführt 1981) der Caravelle GL.

Gleichzeitig entfiel das „D“ im Namenskürzel für die Varianten mit Dieselmotor.
Als weitere Modellvarianten gab es u. a. Rettungswagen, Campingwagen („Westfalia“), Feuerwehrfahrzeuge und Spezialausstattungen für Sonderkunden wie z. B. Deutsche Bundespost und Bundeswehr.

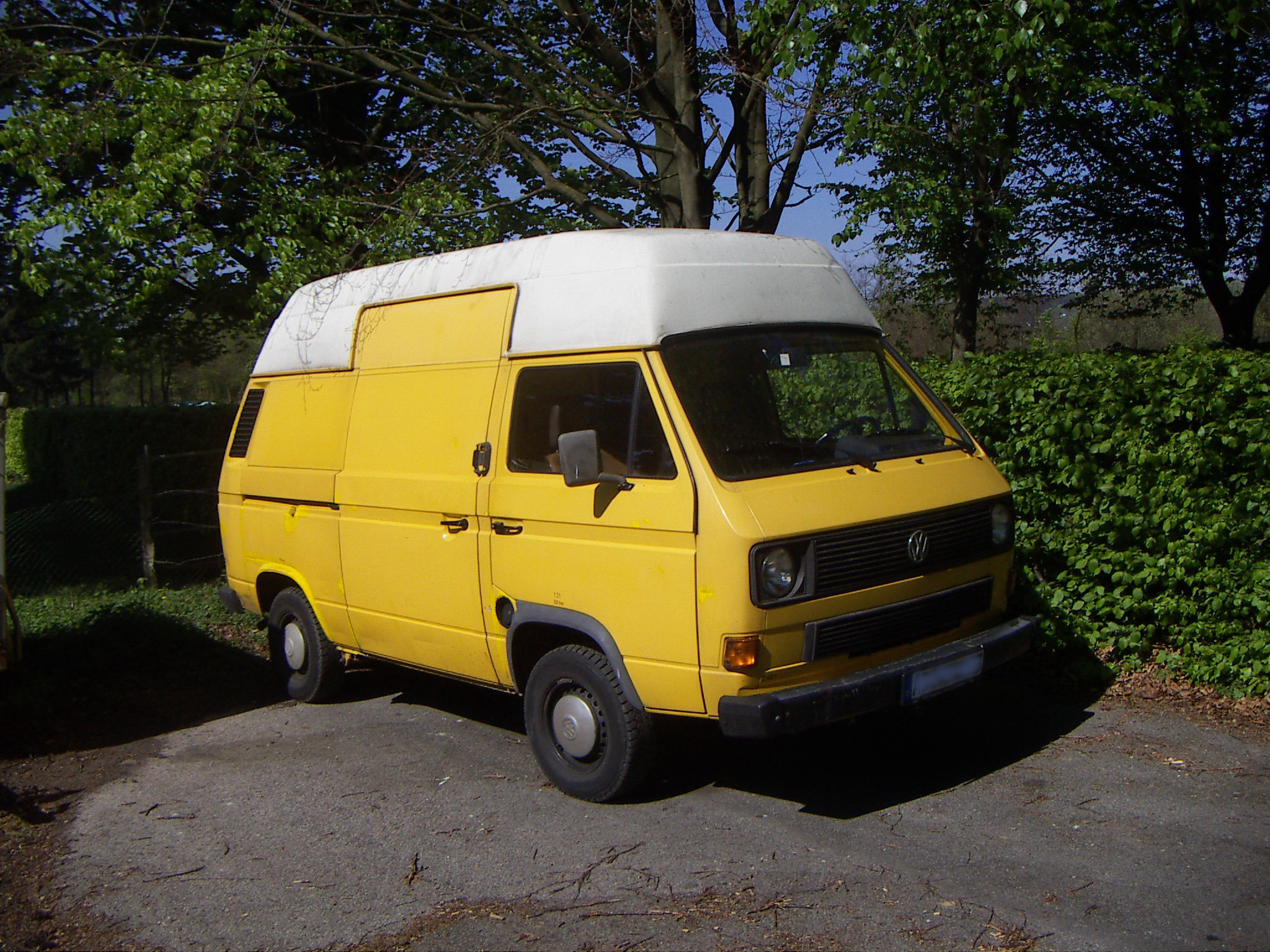
Für die Deutsche Bundespost hergestellter Transporter mit Kunststoffhochdach
Bundeswehr-Version in gelboliv (1980–1984)
Bundeswehr-Version in Bronzegrün oder Fleckenanstrich (ab 1984)
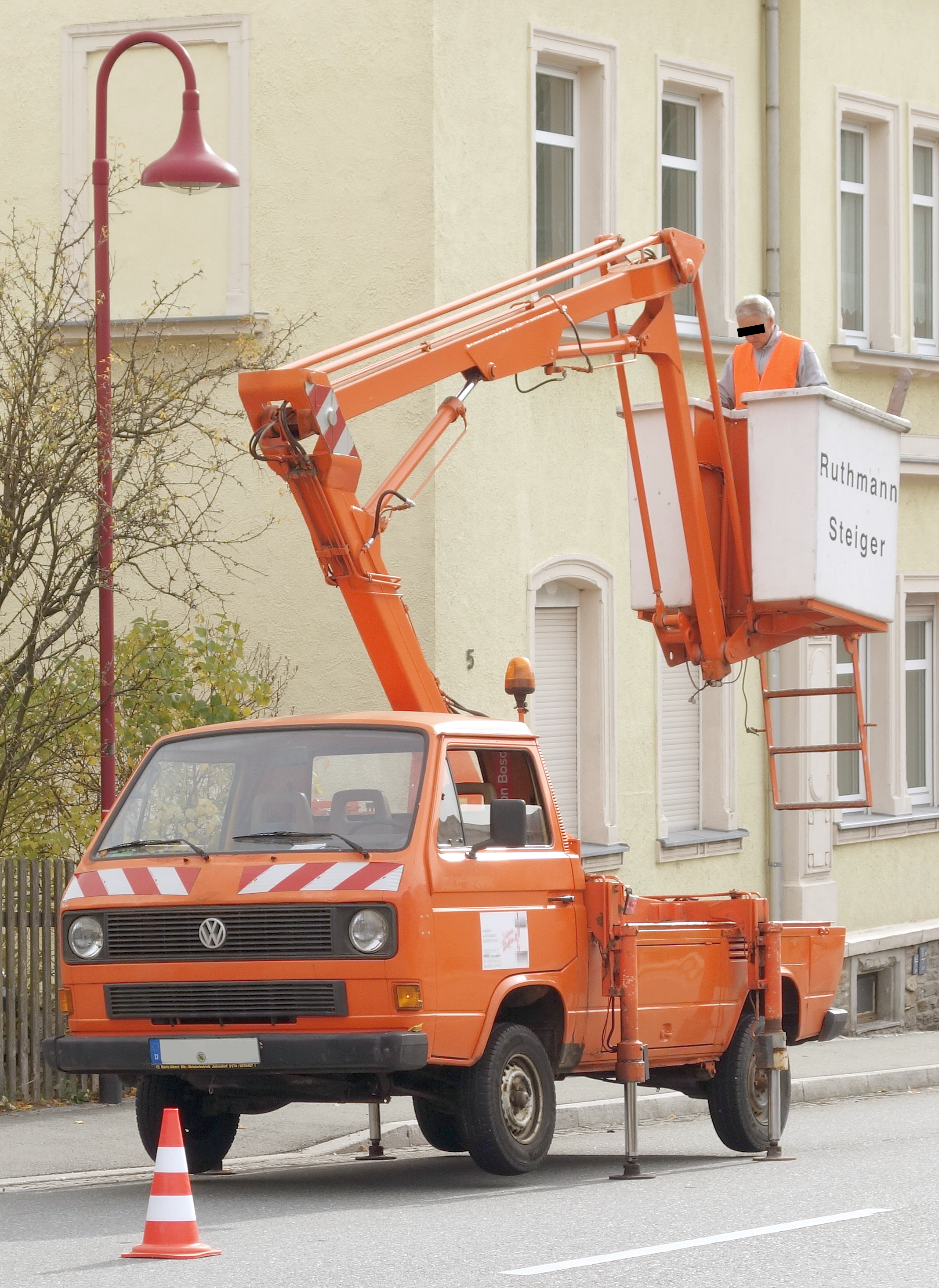
Spezialaufbau mit hydraulischer Hubarbeitsbühne

### Serienausstattung
Alle Fahrzeuge des Typs 255 waren ausgestattet mit
- Innenvollverkleidung
- Frischluftdüsen für den hinteren Fahrgastraum
- Verchromten Radkappen und Stoßstangen sowie beim Bus L / Caravelle CL zusätzlich mit Zweifarbenlackierung
- Polsterleiste am Armaturenbrett
- Uhr
- Tageskilometerzähler
- Ausstellfenstern in den Vordertüren
- Zigarettenanzünder
- Armlehnen in den Vordertüren

Im Herbst 1981 kam der luxuriöse Caravelle (später Caravelle GL) auf Basis des Typs 255 hinzu. Unter anderem besaß er
- Velourssitze mit Armlehnen
- Rahmen-Kopfstützen vorne
- Stoffinnenboden und Stoffspiegel in den Seitenverkleidungen
- Heckwischer
- H4-Scheinwerfer
- Spezielle Farbaufteilung der Zweifarbenlackierung

Im Herbst 1983 wurde als Krönung des Modellprogramms der exklusive sechssitzige Caravelle Carat eingeführt, der hauptsächlich für Geschäftskunden konzipiert war. Seine Ausstattung umfasste
- Leichtmetallräder und Breitreifen
- Kunststoff-Stoßstangen mit Frontspoiler
- Komfortfahrwerk mit tiefergelegter Karosserie
- Elektrisch verstellbare Außenspiegel
- Beleuchtete Trittstufe an der Schiebetür
- Klapptisch und Velours-Einzelsitze im Fahrgastraum (in der zweiten Sitzreihe drehbar)
- Armlehnen
- Kopfstützen mit Polstereinlage
- Leselampen
- Kassettenradio
- Mit Velours bespannte Seitenverkleidung und Dachhimmel oder Kunststoffbeplankung der Fenstersäulen im Innenraum

Der Kofferraum/Laderaum war jedoch nicht variabel, da die Sitze nicht umklappbar waren und sich nur schwer ausbauen ließen. Einige Ausstattungsdetails des Carat waren anfangs exklusiv dieser Version vorbehalten (zum Beispiel Rechteck-Doppelscheinwerfer, Drehzahlmesser, vollgepolstertes Armaturenbrett, Servolenkung und der 1.9i-Wasserboxer-Motor mit 66 kW (90 PS)), waren später aber auch für einfachere T3 als Mehrausstattung erhältlich.

### Sonderausstattungen
Die ab 1979 erhältlichen „klassischen“ Mehrausstattungen, die bereits vom Vorgänger T2 bekannt waren, umfassten zum Beispiel ein großes Stahlschiebedach im Fahrgastraum, 3-Gang-Automatikgetriebe (nur für 2,0-Liter-Motor), eine Zusatzheizung (auch als Standheizung), Halogen-Hauptscheinwerfer (statt konventionellen Zweifadenlampen - „Bilux“), Nebelscheinwerfer, Gürtelreifen (statt Diagonalreifen), Rückfahrleuchten, Heckscheibenheizung, Schiebefenster im Fahrgastraum, stoffbezogene Sitze (ab 1980; vorerst nur für Bus und Bus L), Kopfstützen, Intervall-Scheibenwischer, Zeituhr, dreistufiges Frischluftgebläse, Bremskraftverstärker (für 1,6-Liter-Motoren), Bremskontrollleuchte oder die charakteristische Zweifarbenlackierung (nur für Bus, Serie bei Bus L). Einiges davon wurde im Laufe der Bauzeit Teil der Serienausstattung.
Im Laufe der 1980er Jahre erweiterte VW ständig das Angebot an weiteren Sonderausstattungen. Der VW-Transporter/Bus war gegen Aufpreis unter anderem mit Servolenkung (zusammen mit kleinerem, gepolsterten Lenkrad), elektrischen Fensterhebern, elektrisch betätigten und beheizten Außenspiegeln, Zentralverriegelung, Drehzahlmesser, Heckscheibenwischer, Sitzheizung, Scheinwerferreinigungsanlage und (ab Anfang 1985 im Modell „syncro“) auch mit Allradantrieb zu bekommen. Für 4850 DM (Modell 1989) konnte für Modelle mit Einspritzmotor auch eine Klimaanlage bestellt werden, die sich an einem mittig unter dem Dach montierten Kühlluftkanal erkennen ließ. Ab 1987 wurde für den T3 auch ein Antiblockiersystem (ABS) angeboten, es kostete 3720 DM (1989) Aufpreis. Einen Airbag gab es erst im Nachfolgemodell T4.

### Motorvarianten
Der Motor war wie beim T2 wieder längs im Heck angeordnet, obwohl dieses Konzept bereits beim Erscheinen des T3 als überholt galt, weil so immer noch keine durchgehende Ladefläche zur Verfügung gestellt werden konnte. Zugleich drängten andere Hersteller wie etwa Toyota mit dem Hiace verstärkt auf den Kleintransportermarkt. Entsprechend verkaufte sich die dritte Generation des VW Transporter im Export von Jahr zu Jahr schlechter. In Deutschland, den Niederlanden oder Österreich hatte der T3 hingegen stets hohe Verkaufszahlen.
Bei seiner Markteinführung standen für den T3 nur zwei luftgekühlte Boxermotoren (Ottomotoren) zur Wahl. Neu waren wartungsfreie Hydrostößel und eine kontaktlose Transistorzündung mit Hall-Sensor, wodurch die Wartungsintervalle von 5000 auf 7500 km gestreckt werden konnten. Ab 1981 gab es zusätzlich einen deutlich sparsameren 1,6-l-Dieselmotor, dessen Leistung gegenüber der Pkw-Variante auf 37 kW (50 PS) reduziert wurde.
Wie beim T2 befinden sich in den Seitenwänden am Heck (D-Säulen) Lufteinlässe für die Motorkühlung (bis Ende 1980 aus Blech in Wagenfarbe, danach mit feiner geripptem, schwarzem Kunststoffgitter versehen). Der Fahrgastraum wurde über den Grill zwischen den Scheinwerfern belüftet. Die Modelle mit Dieselmotoren und diejenigen mit wassergekühlten Otto-/Boxermotoren hatten oberhalb der vorderen Stoßstange einen zusätzlichen Frontgrill, hinter dem sich der Wasserkühler verbarg. Die hinteren Lufteinlässe dienten dann nur noch dem Ansaugen der Verbrennungsluft für den Motor.
Im Laufe der 1980er-Jahre wartete VW bei den Motoren mit zahlreichen Neuerungen auf:
- Dieselmotor 1,6 D mit 37 kW (50 PS/ab Januar 1981). 1987 wurde der Hubraum des Saugdiesels auf 1,7 Liter erweitert und die Leistung stieg auf 42 kW (57 PS).
- Wassergekühlte 1,9-Liter-Boxermotoren („Wasserboxer“, WBX) – (ab Modelljahr/Herbst 1982), anfangs mit 44- und 57-kW-Vergasermotoren (60/78 PS) als Ersatz für die luftgekühlten Typen mit 1,6 Liter/37 kW und 2,0 Liter/51 kW, später auch als 61- (KAT) und 66-kW-Einspritzmotoren. Für den Export und für Behördenfahrzeuge wurden die luftgekühlten Boxermotoren noch bis Anfang 1983 angeboten.
- Turbodiesel 1,6 TD mit 51 kW (70 PS/ab Ende 1984)
- Ab 1985 der 2,1 Liter/82-kW-Wasserboxer (112 PS) ohne, bzw. als 70-kW-Variante (95 PS) mit Katalysator, elektronischer Zündung und Benzineinspritzung (Digijet/82 kW) bzw. (Digifant/70 kW).

| Modell        | Hubraum     | Bauart      | Zyl.        | Gemischaufbereitung                     | kW/PS       | MKB (1)     | Bauzeit     | Anmerkung                                            |
| Ottomotoren   | Ottomotoren | Ottomotoren | Ottomotoren | Ottomotoren                             | Ottomotoren | Ottomotoren | Ottomotoren | Ottomotoren                                          |
| ------------- | ----------- | ----------- | ----------- | --------------------------------------- | ----------- | ----------- | ----------- | ---------------------------------------------------- |
| 1.6           | 1584 cm³    | LBX         | 4           | Vergaser                                | 37/50       | CT / CZ     | 1979–1982   |                                                      |
| 2.0           | 1970 cm³    | LBX         | 4           | 2 Vergaser                              | 51/70       | CU          | 1979–1982   | CV, Einspritzer Digijet für Export                   |
| 1.9           | 1913 cm³    | WBX         | 4           | Vergaser                                | 44/60       | DF          | 1982–1990   |                                                      |
| 1.9           | 1913 cm³    | WBX         | 4           | Vergaser                                | 41/55       | EY          | 1982–1989   | Abgestimmt für Länder mit geringoktanigem Kraftstoff |
| 1.9           | 1913 cm³    | WBX         | 4           | Registervergaser                        | 57/78       | DG          | 1982–1992   |                                                      |
| 1.9           | 1913 cm³    | WBX         | 4           | Registervergaser                        | 54/73       | SP          | 1986–1988   | Kat, für die Schweiz                                 |
| 1.9           | 1913 cm³    | WBX         | 4           | Digijet                                 | 66/90       | GW          | 1983–1985   |                                                      |
| 1.9           | 1888 cm³    | WBX         | 4           | Digijet                                 | 61/83       | DH          | 1983–1985   | Kat, für USA/Canada                                  |
| 2.1           | 2109 cm³    | WBX         | 4           | Digijet                                 | 82/112      | DJ          | 1984–1992   |                                                      |
| 2.1           | 2109 cm³    | WBX         | 4           | Digifant                                | 70/95       | MV          | 1985–1992   |                                                      |
| 2.1           | 2109 cm³    | WBX         | 4           | Digifant                                | 64/87       | SR          | 1986–1992   | G-Kat, für die Schweiz                               |
| 2.1           | 2109 cm³    | WBX         | 4           | Digifant                                | 68/92       | SS          | 1989–1992   |                                                      |
| 1.8           | 1781 cm³    | Reihe       | 4           | -                                       | 70/95       | AAX         | 1995–1999   | für Südafrika                                        |
| 2.3           | 2309 cm³    | Reihe       | 5           | -                                       | 90/120      | AFU         | 1995–2002   | für Südafrika                                        |
| 2.5           | 2480 cm³    | Reihe       | 5           | K-Jetronic                              | 100/136     | AAY         | 1991–1995   | für Südafrika                                        |
| 2.6           | 2553 cm³    | Reihe       | 5           | -                                       | 100/136     | ADV         | 1997–2002   | für Südafrika                                        |
| Dieselmotoren |             |             |             |                                         |             |             |             |                                                      |
| 1.6 D         | 1588 cm³    | Reihe       | 4           | Verteiler-Einspritzpumpe                | 37/50       | CS          | 1981–1987   |                                                      |
| 1.6 TD        | 1588 cm³    | Reihe       | 4           | Verteiler-Einspritzpumpe mit Turbolader | 51/70       | JX          | 1984–1992   |                                                      |
| 1.7 D         | 1715 cm³    | Reihe       | 4           | Verteiler-Einspritzpumpe                | 42/57       | KY          | 1987–1992   |                                                      |

### Multivan und Campingbusse

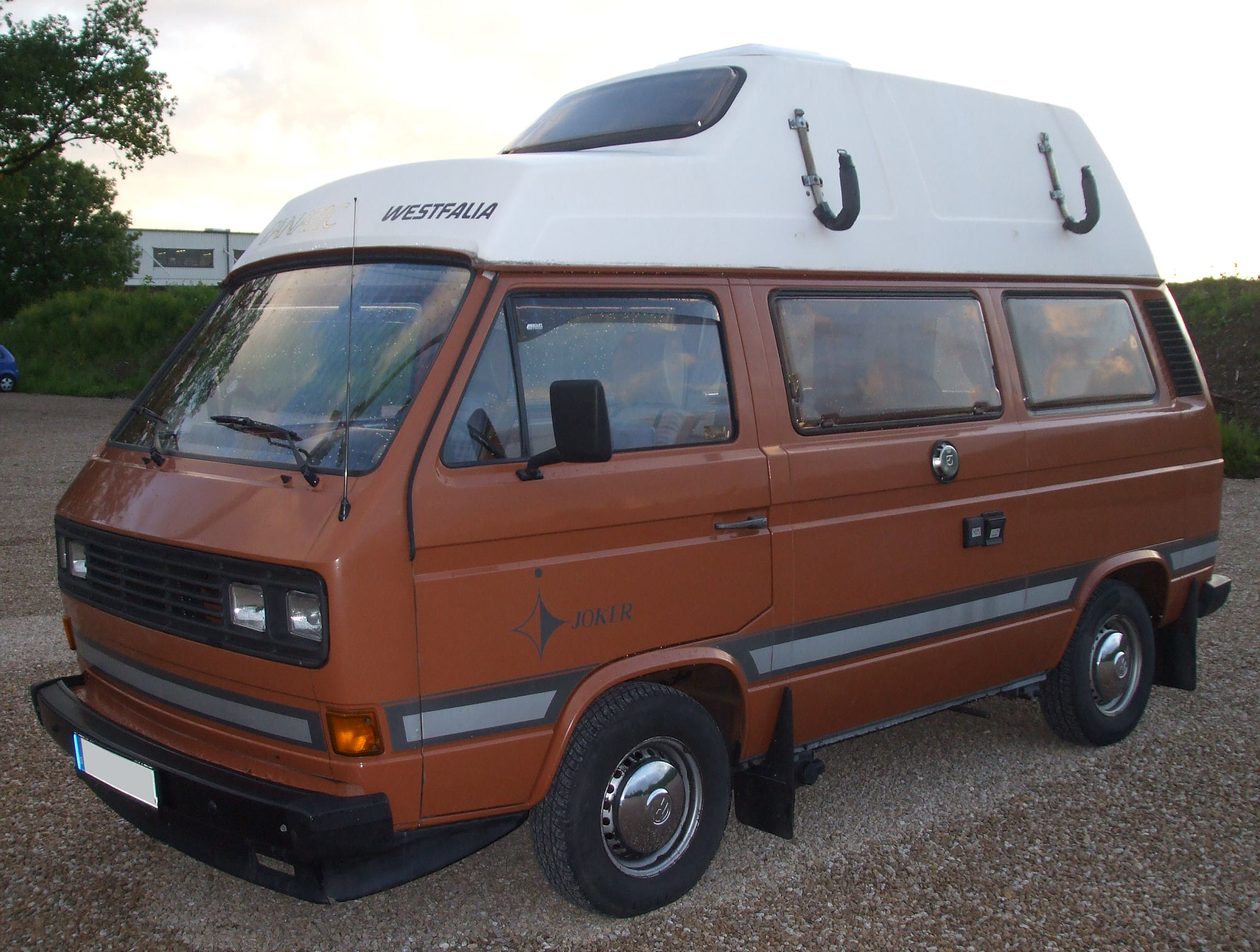
VW T3 als Westfalia Joker mit Hochdach

Nicht-gewerbliche Transporter-Besitzer nutzten ihre Fahrzeuge vorwiegend als Familien- und Freizeitwagen. Besonders der 1985 neu eingeführte „Multivan“ setzte als vielseitig verwendbarer Großraum-Pkw neue Maßstäbe. Im Gegensatz zum schon länger erhältlichen Caravelle (für den gehobenen Personentransport) stand hier die Freizeitnutzung mit Übernachtungsmöglichkeit im Bus im Vordergrund. Der sechssitzige Wagen hatte serienmäßig mit Stoff bezogene Sitze (vorne mit Armlehnen), Stoffboden vorne im Fahrerraum, hinter dem Fahrersitz einen Einzelsitz gegen die Fahrrichtung mit Beckengurt, im Fahrgastraum einen Klapptisch mit Transistor-Leuchtstofflampe, eine dreisitzige umklappbare Rücksitzbank mit Beckengurten und über dem Motor (im Kofferraum) eine Schlafliege-Schaumstoffauflage (wodurch sich eine effektive Liegefläche von 1,88 Meter × 1,60 Meter ergab), Holzfußboden mit Kunststoffbelag, eine Vollverkleidung des Innenraums, mit Sillan-Mineralwolle wärmeisolierte Seitenwände, einknöpfbare Gardinen, eine zweite Batterie und eine Absorber-Kühlbox mit 36 Litern Rauminhalt. Unter dem Einzelsitz und der Rückbank befanden sich Stauräume. Als besondere Mehrausstattung für 4275 DM Aufpreis (Modelljahr 1989) war der Multivan mit einem Aufstelldach von Westfalia erhältlich, das im aufgeklappten Zustand einen zusätzlichen Schlafplatz von 1,94 Meter × 1,16 Metern Größe bot. Für den Multivan wurden weniger Außenfarben als für die Transportervarianten angeboten.
Der Vorteil des „Multivan“ gegenüber echten Campingversionen des T3 war der deutlich geringere Preis. Bereits von 1979 weg bot VW in Eigenregie für den T3 deutlich aufwändiger ausgestattete und somit teurere Campingfahrzeuge an, die eine von Westfalia entwickelte Innenausstattung hatten. Diese Busse werden landläufig als „Westi“ bezeichnet. Zudem hatten zahlreiche Campingfahrzeugausstatter unabhängig von VW Um- und Ausbauten auf Basis des T3 im Programm, beispielsweise Weinsberg, Dehler Mobilbau („Dehler Profi“), Reimo sowie Teca und Carthago. Campingausbauten der britischen Firma Devon wurden für Linkslenker unter Lizenz bei der holländischen Firma Eurec produziert. Im Gegensatz zum Westfaliaausbau haben die Devon-Ausbauten Aufstelldächer, die seitlich über die gesamte Fahrzeuglänge aufklappen.
Die VW-Campingbusse auf Basis einer Westfalia-Einrichtung erhielten die Modellbezeichnungen
- „Camping“ (bis Herbst 1983)
- „Joker“
- „Club-Joker“
- „California“ hieß die später von Volkswagen selbst als leicht abgespeckte Joker-Variante verkaufte Modellversion.
- „Atlantic“ war eine von VW nochmals aufgewertete Wohnmobilversion, unter anderem mit in Wagenfarbe lackierten Außenspiegel-Gehäusen, Kunststoff-Isolierfenstern hinten und einer Kunststoff-Beplankung rundum, die heute sehr gesucht ist.

Für den deutschen Markt entstanden zahlreiche Sondermodelle auf Basis des T3
- Nur 1983 Caravelle Ton-in-Ton zur Einführung des wassergekühlten Boxermotors
- Ab 1987 Magnum als Multivan-Sondermodell
- Ab 1987 Caravelle Coach auf Basis des Caravelle C (auch in Österreich erhältlich)
- Ab 1989 Multivan Bluestar (mit der Plakette „Hannover Edition“)
- Ab Ende 1989 Multivan Whitestar (mit der Plakette „Hannover Edition“)

Die -star-Modelle sind besser ausgestattet als der normale Multivan:
- Servolenkung mit gepolsterten Lenkrad
- Drehzahlmesser, Digitaluhr und Tageskilometerzähler
- Zentralverriegelung
- Elektrisch verstellbare Außenspiegel
- Rechtecks-Doppelscheinwerfer
- Wärmeschutzverglasung
- Spezielle Außenfarben und eigenes Polsterstoff-Design innen
- Gepolstertes Armaturenbrett in hellgrau
- Kunststoff-Rundumbeplankung in Wagenfarbe
- Tiefergelegte Karosserie
- Aluminiumräder mit Breitreifen 205/70 R 14

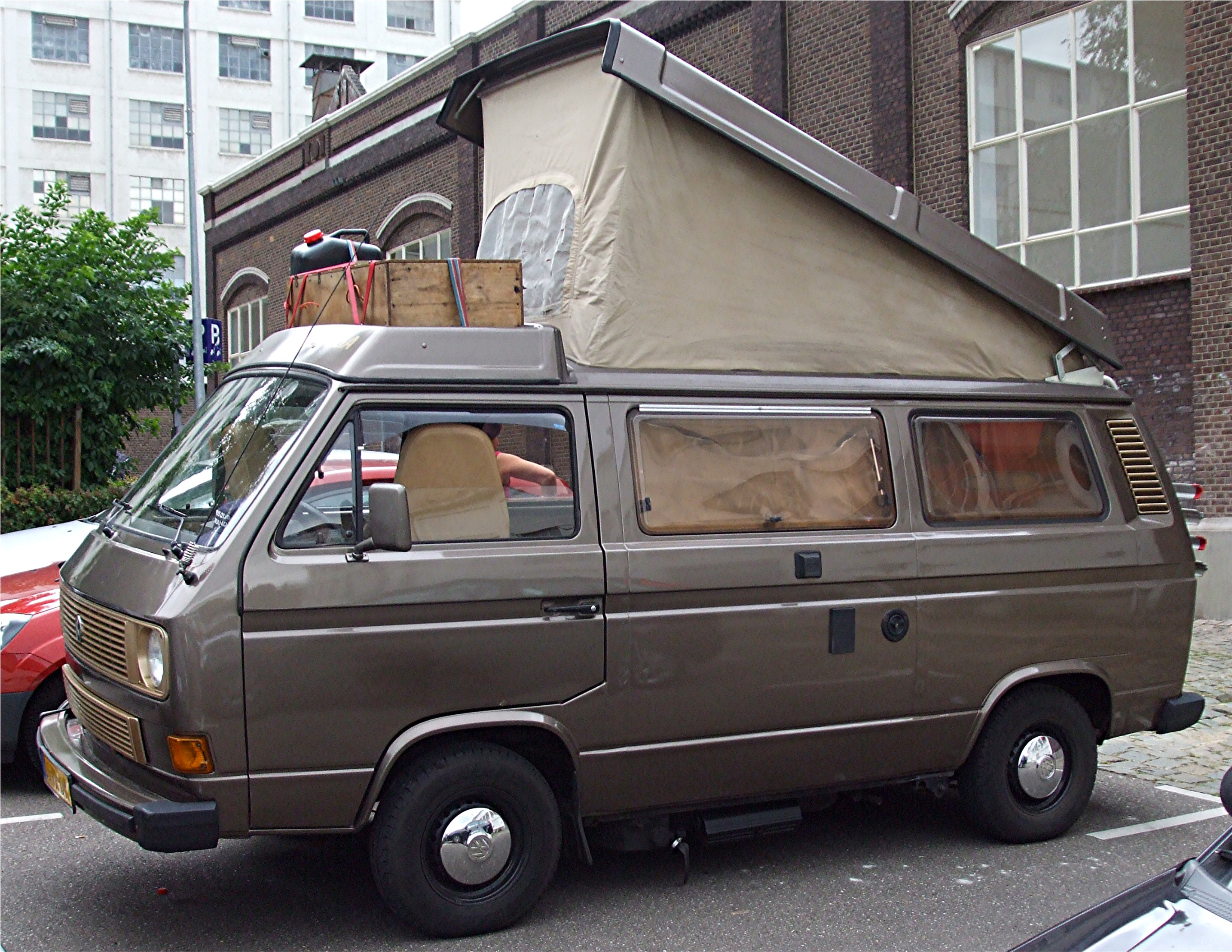
VW T3 mit Aufstelldach
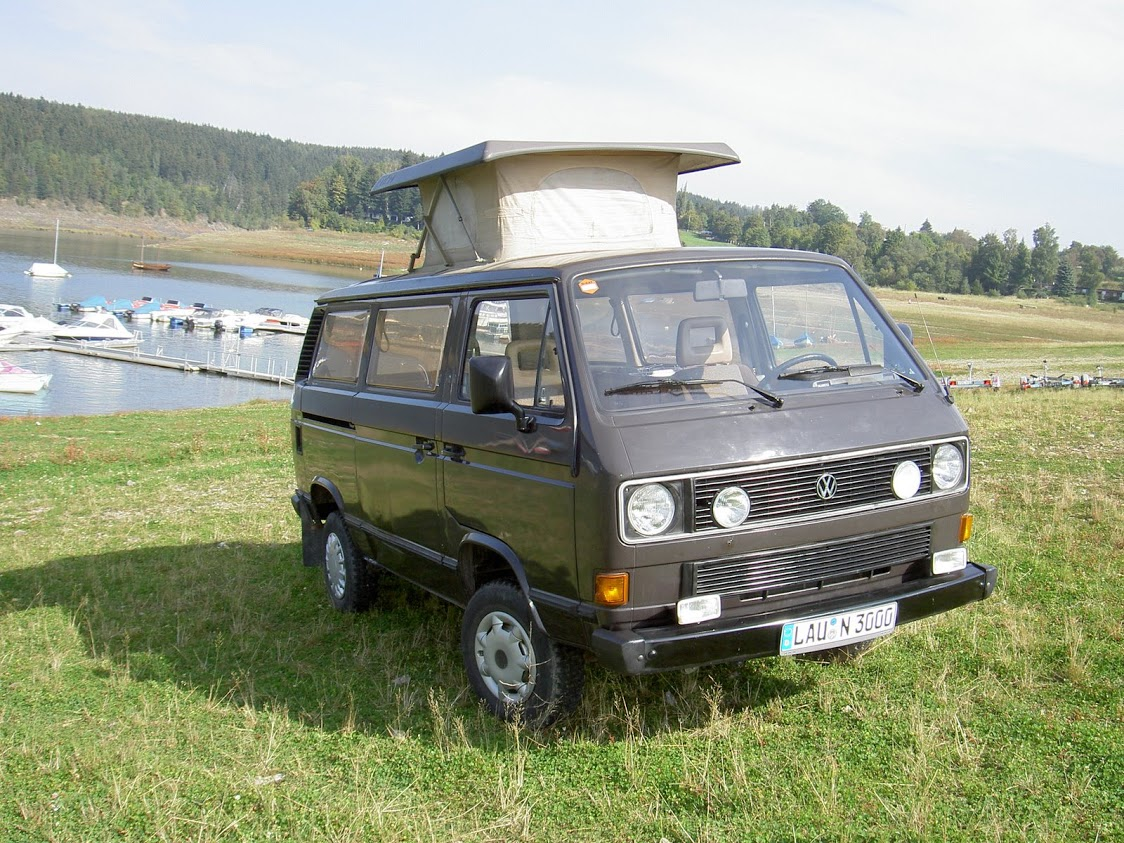
VW T3 Multivan Syncro mit Reimo-Ausstattung
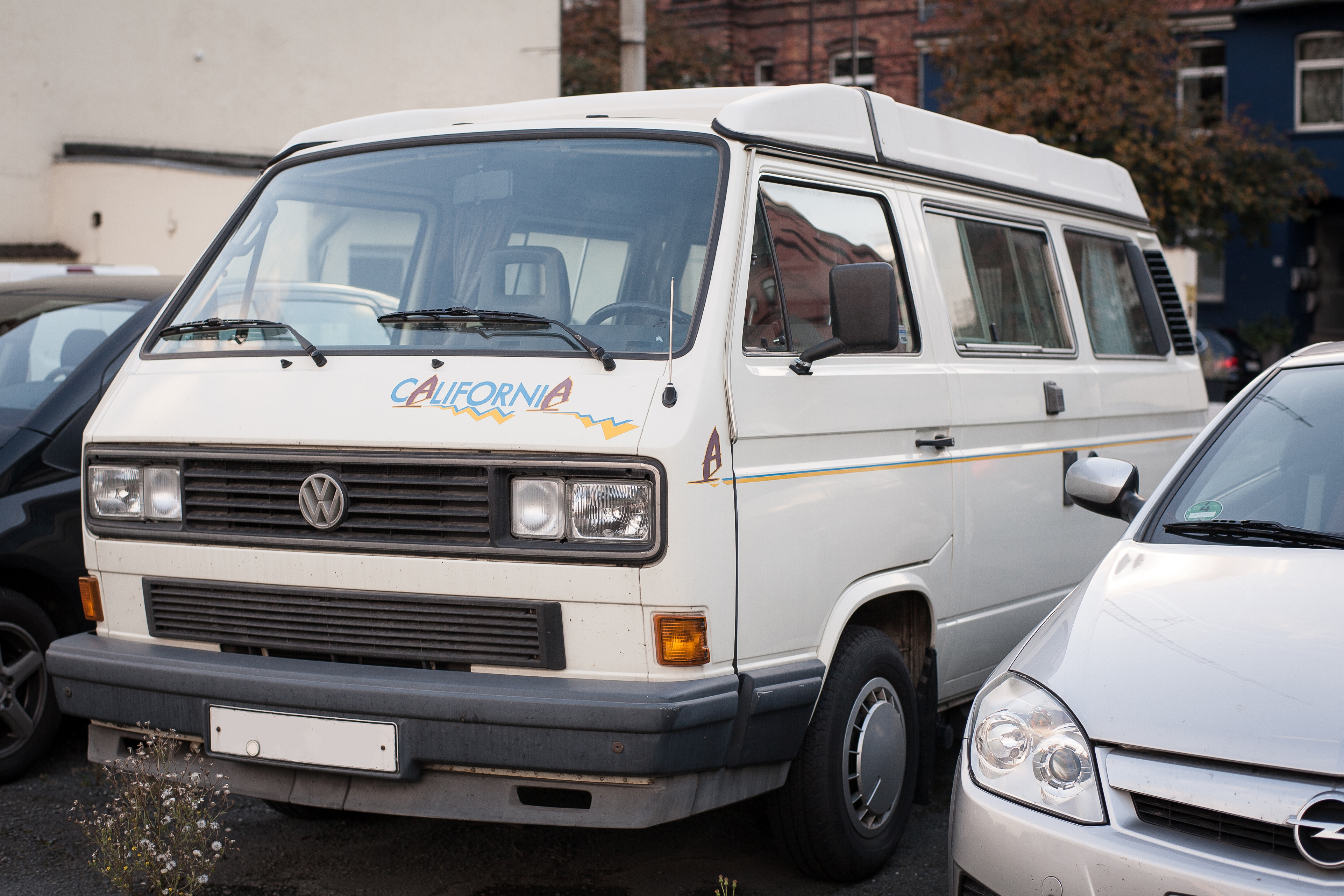
Camping-Modell California
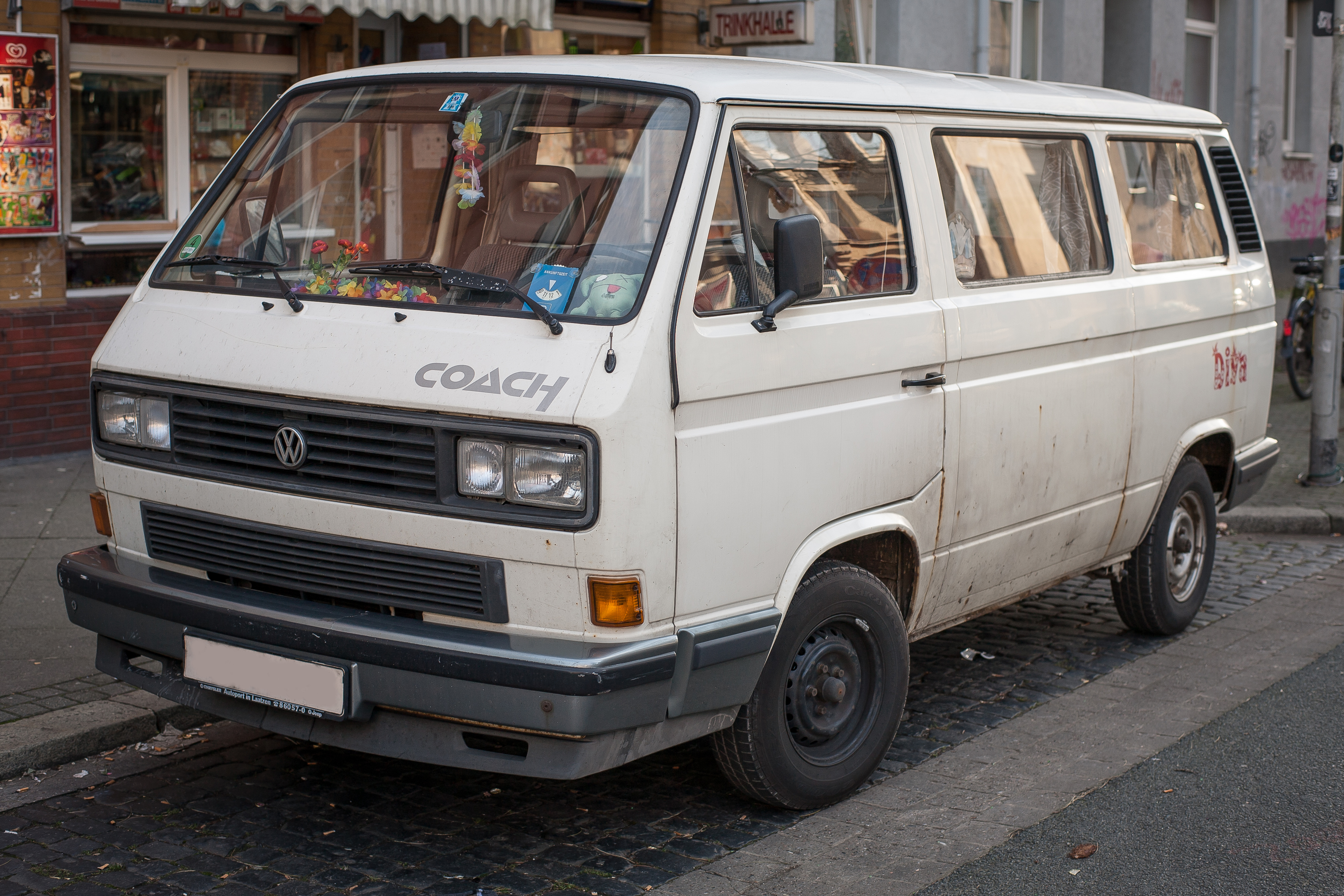
Caravelle Coach
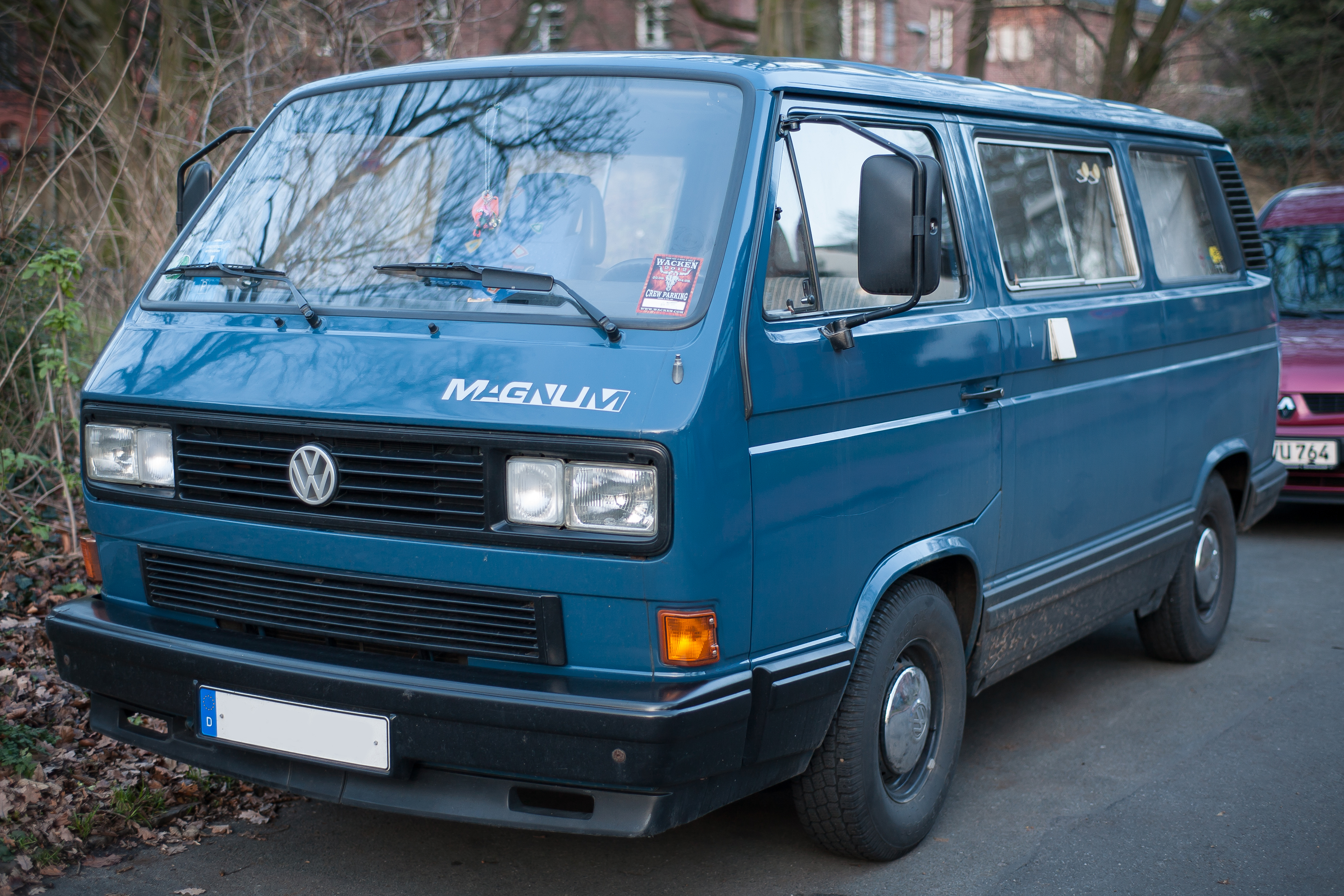
Multivan-Sondermodell Magnum
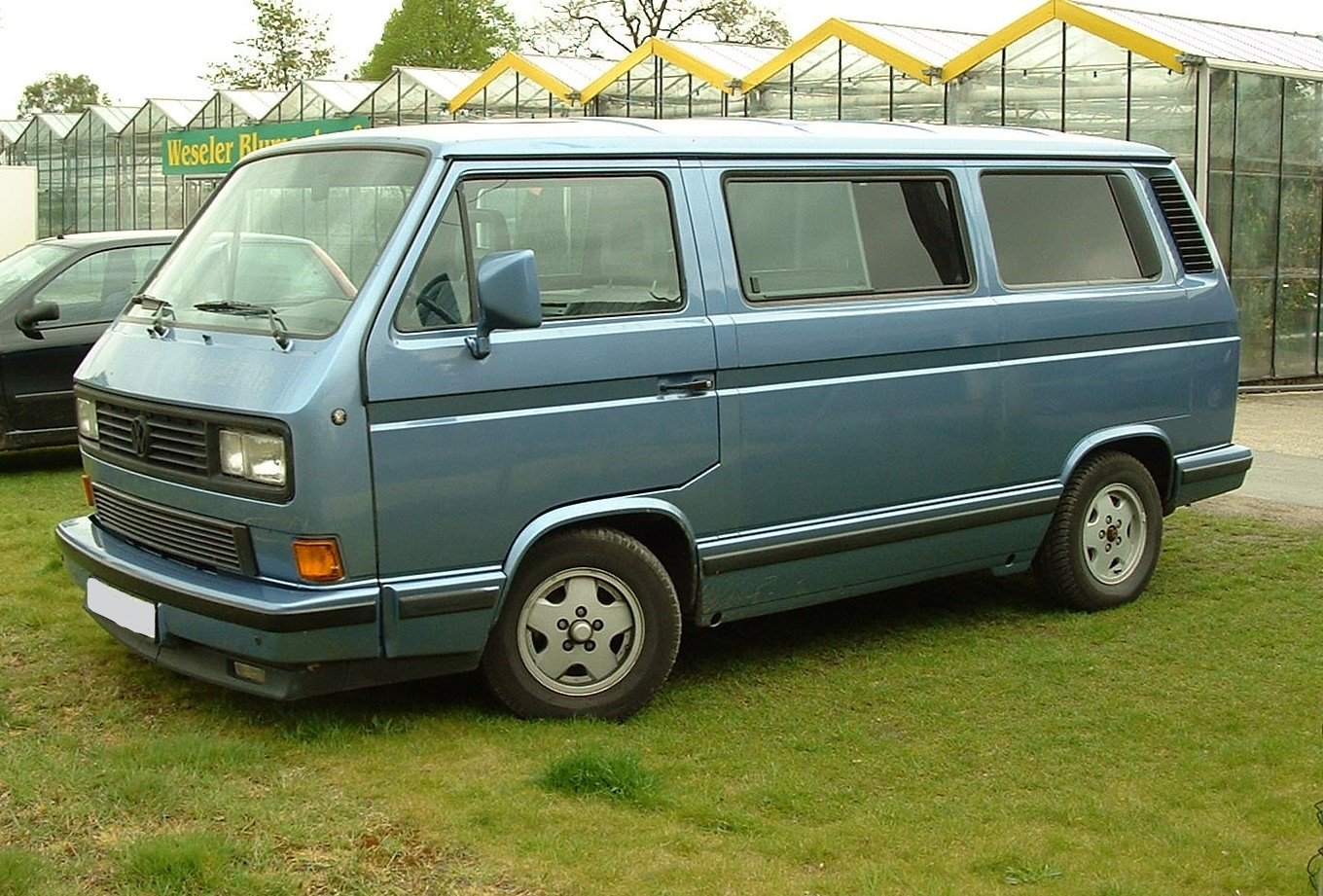
Multivan Sondermodell Bluestar

### Syncro und Doppelkabinenmodelle

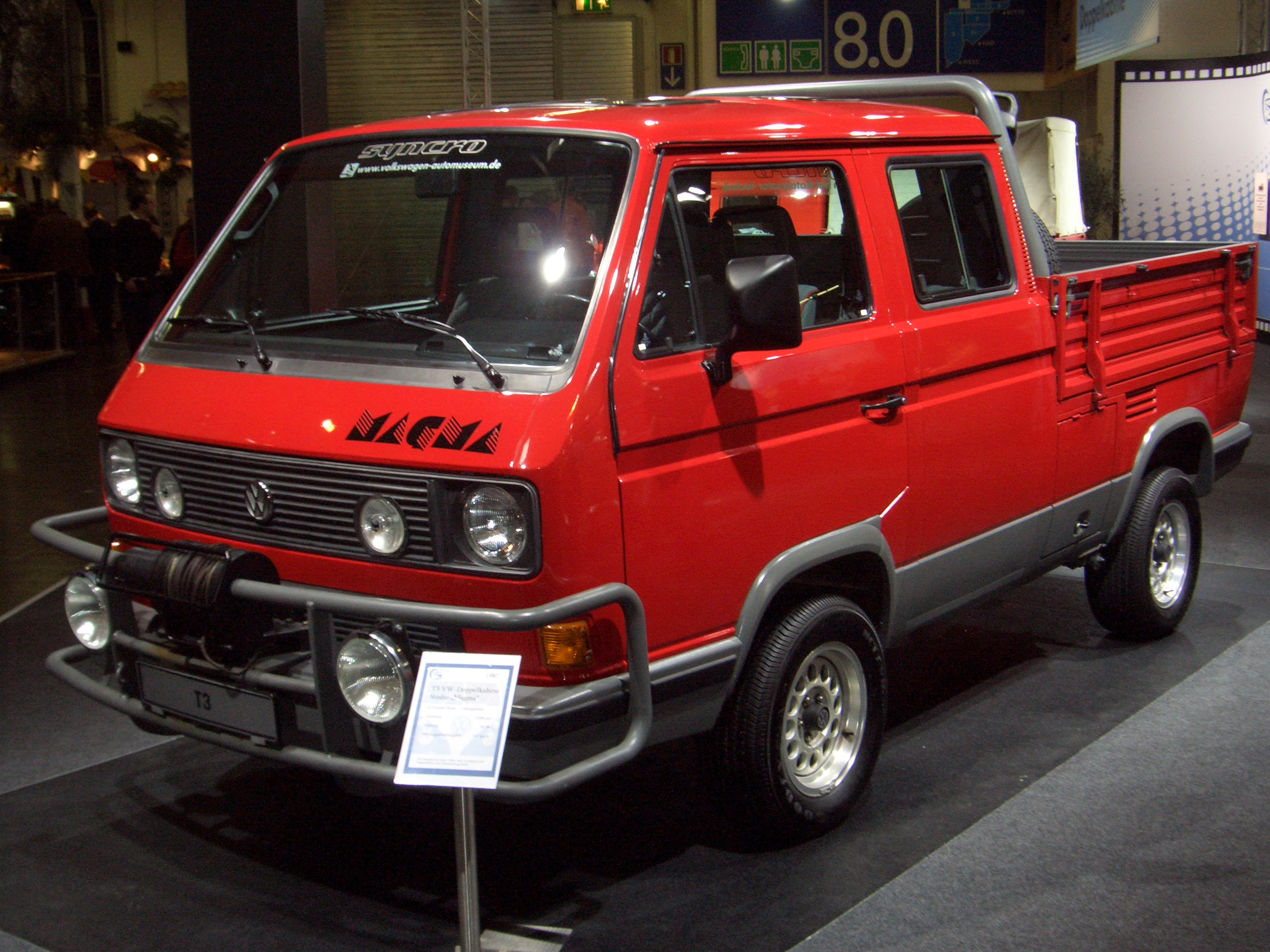
VW T3 Syncro Doppelkabine

Bereits vom Vorgängermodell T2 wurden 1978 einige Prototypen mit zuschaltbarem Frontantrieb hergestellt, die eine Steigung von 77 bis 94 Prozent befahren konnten. Die daraus gewonnenen Erfahrungen flossen in die Entwicklung des T3 mit permanenten Allradantrieb ein, der ab Ende 1984 als Modell „Syncro“ erschien und bei der Steyr Daimler Puch AG in Graz (Österreich) produziert wurde.
Die Bergsteigfähigkeit der Standardmodelle mit Hinterradantrieb bewegte sich zwischen 28 und 50 Prozent; die „syncros“ schafften 54 bis 70 Prozent Steigung (mit 16-Zoll-Fahrwerk 3 bis 6 Prozent mehr, max. 73 Prozent). Für die 4WD-Variante waren größere Änderungen an Fahrwerk und Karosserie nötig. So wurde der größere 70-Liter-Tank – erstmals beim Transporter aus Kunststoff hergestellt – nach hinten über das Getriebe verlegt, da die Kardanwelle zum vorderen Achsdifferential durch Raum unter dem Boden geführt wurde. Die Lösung, das Reserverad vorne unter dem Pedalboden zu verstauen, konnte nur bei Modellen mit 14-Zoll-Rädern beibehalten werden. Ein 16-Zoll-Reserverad war zu groß und musste stehend im Gepäckraum oder an einem Heckträger der Heckklappe untergebracht werden. Das Getriebe wurde mit einem fünften, kurz übersetzten Kriechgang und einem Abtrieb zur Vorderachse ergänzt und war wie auch der Achsantrieb vorne – gegen Aufpreis – mit einer mechanischen Differentialsperre erhältlich.
Ausgehend von den vom 2WD-Modell bekannten vier Karosserieformen erhöhte sich die Modellvielfalt beim T3 „Syncro“ durch verschiedene Radgrößen, die ihrerseits ungewöhnlich vielfältige Getriebeabstufungen notwendig machten. Ausgehend von der Standardbereifung 185 R 14 wurden auch Modelle mit Rädern bis zur Größe 205 R 16 oder 6.50 R 16 (16-Zoll-Fahrwerk) angeboten. Mit letzteren ließen sich bereits an den Versuchsmustern des T2-Allrad gute Geländeeigenschaften feststellen, die sich dann beim T3 „Syncro“ bestätigten und dort eher durch den Motor als durch das Fahrwerk limitiert waren.
Die syncro-16-Zoll-Version (Mehrausstattungscode M625 oder M164 oder M855) hatte einen erheblichen Mehrpreis von ca. 8000 DM (1989), da dieses spezielle Fahrwerk umfangreiche Maßnahmen zur Verstärkung der Karosserie, des Fahrwerks, der Bremsanlage (größere Scheibenbremsen vorn mit Ø 280 mm) und diverser Antriebselemente erforderten. Das Leergewicht war gegenüber dem syncro mit 14-Zoll-Rädern um 50 kg höher. Äußerliches Erkennungszeichen sind die Radlaufverbreiterungen zur Freigängigkeit der großen Räder. Es wurden nur 2138 Stück produziert, weshalb diese Fahrzeuge gesuchte Sammelobjekte sind.
Insgesamt wurden 45.478 T3-Syncro produziert.
In Österreich wurde der syncro anfangs als „allrad“ verkauft, da man befürchtete, den Markt mit der Bezeichnung „syncro“ nicht ansprechen zu können. Die Embleme am Heck wurden ausgewechselt, auf der Verkaufsbroschüre wurde er ebenfalls als „allrad“ angepriesen. Einige Fahrzeuge wurden an der Heckscheibe zusätzlich mit dem Klebefolienschriftzug „In Österreich erdacht. In Graz gemacht – VW Allrad“ versehen.
Als bisher einzige Generation des Transporters konnte der T3 mit zwei Sondermodellen der Doppelkabine (DoKa) aufwarten:
- „TriStar“ als Viertürer mit Carat-Scheinwerfern, Carat-Stoßstange vorne, heizbare Heckscheibe, Plastikradläufen, Teppich, textilbezogene Sitze mit Armlehnen, ebenso wie die Rücksitzbank, komplette Innenraumdämmung, schwarz eloxierte Schiebefenster hinten. Einige wenige Modelle wurden als „normale“ Dokas (ohne Allradantrieb) nach Schweden ausgeliefert.
- „Jagdwagen“ als „Syncro“, speziell auf die Bedürfnisse von Förstern und Jägern zugeschnitten und ist nur in kleiner Stückzahl hergestellt
- „Magnum“ (DoKa). Hat nichts mit dem Multivan „Magnum“ zu tun und wurde ausschließlich nach Schweden geliefert. Dieses Modell hatte die Rechteck-Doppelscheinwerfer des Caravelle Carat mit der in Schweden vorgeschriebenen Scheinwerferreinigungsanlage und stoffbezogene Sitze mit Sitzheizung.

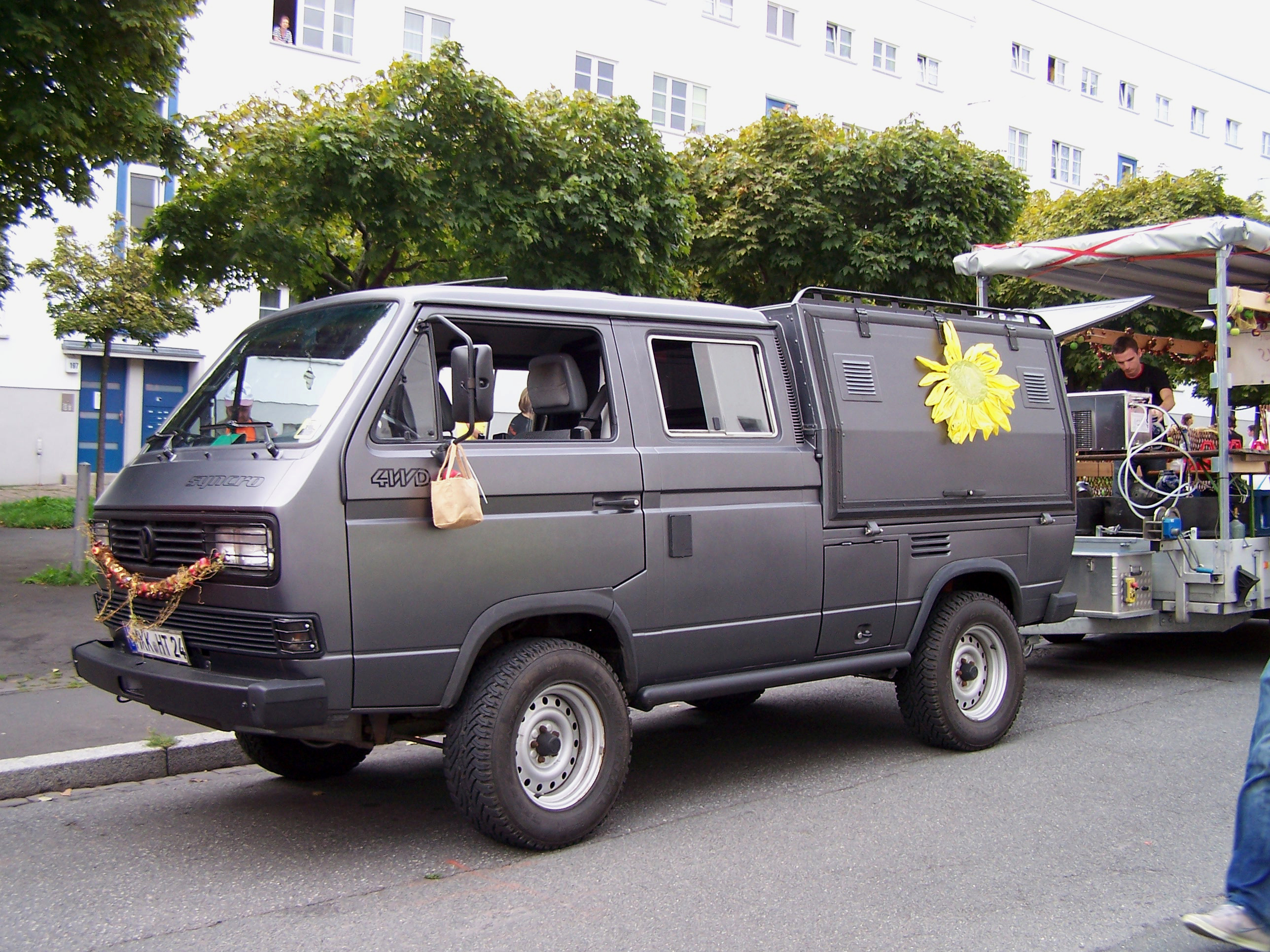
VW T3 Syncro Doppelkabine
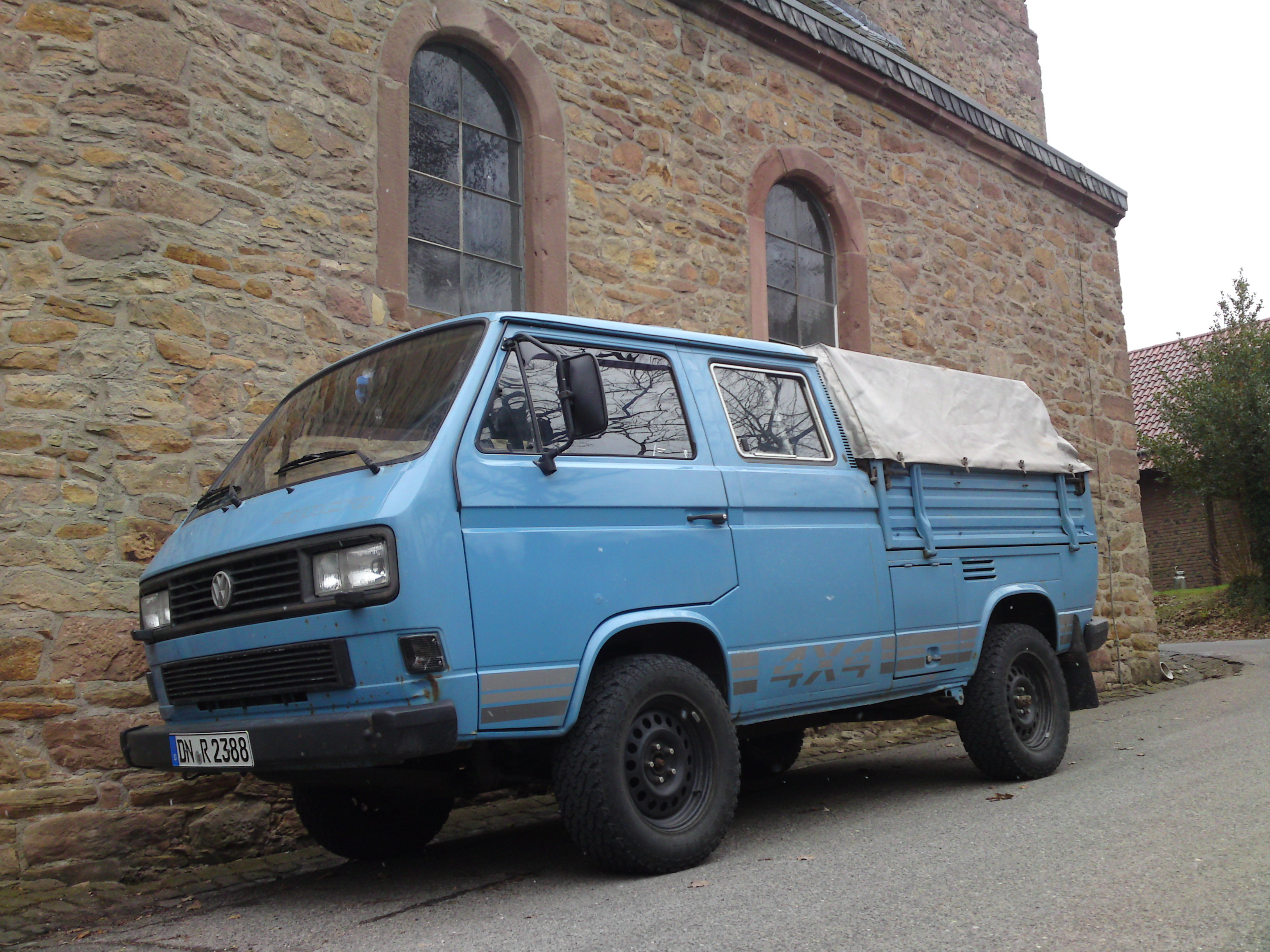
VW Syncro Doka
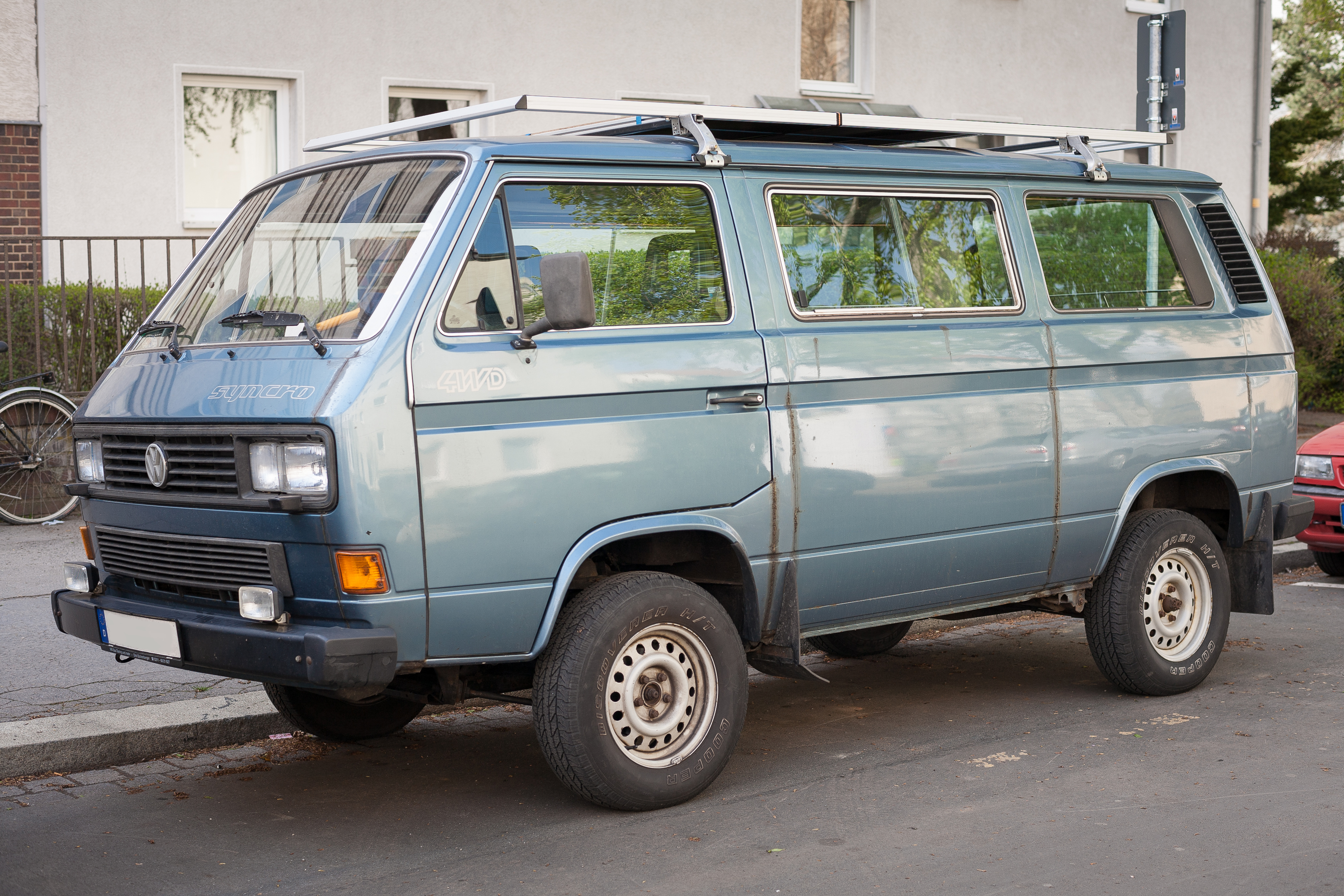
Caravelle Syncro
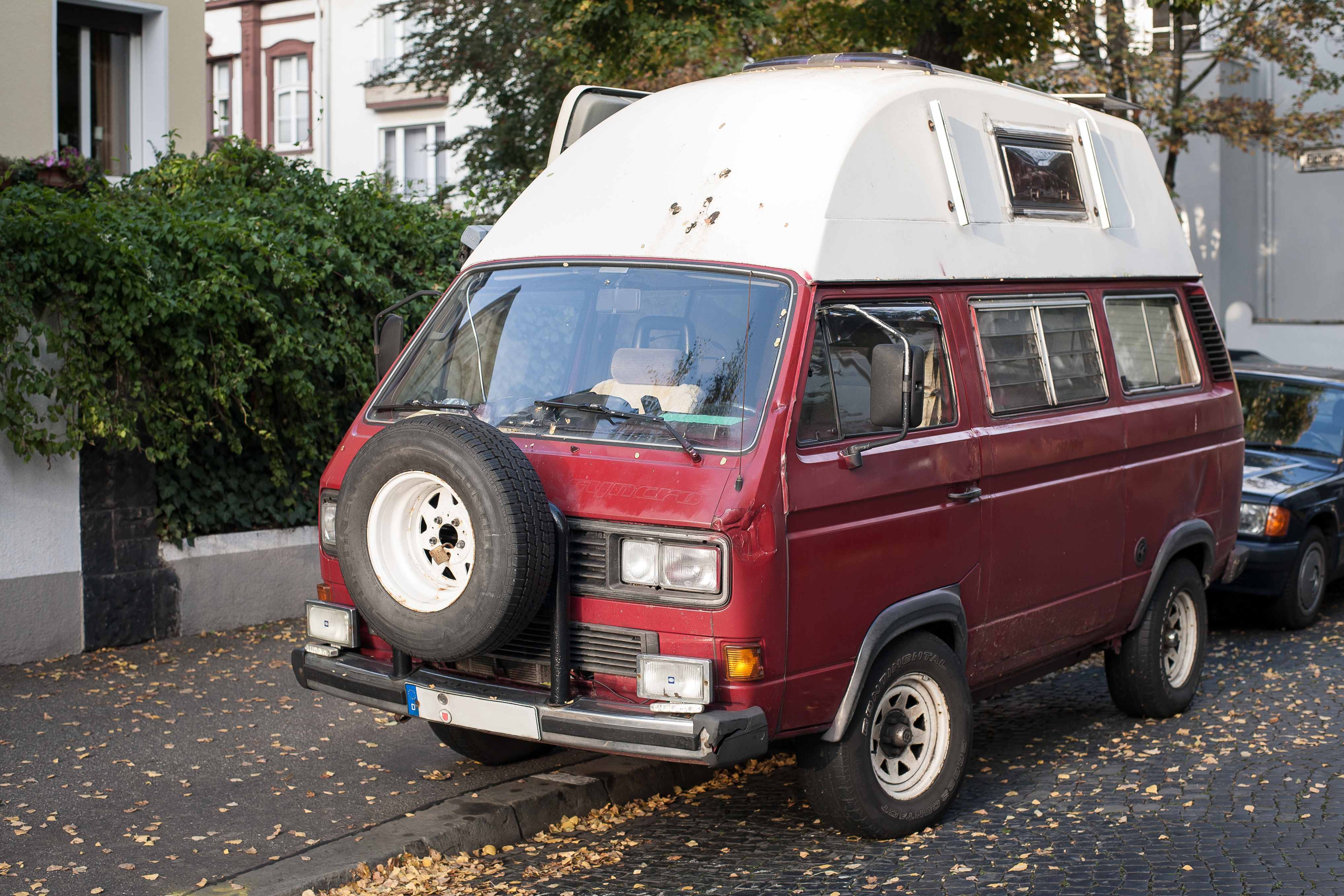
Allradgetriebener Campingbus mit frontseitig montiertem Reserverad

### Limited Last Edition (LLE)

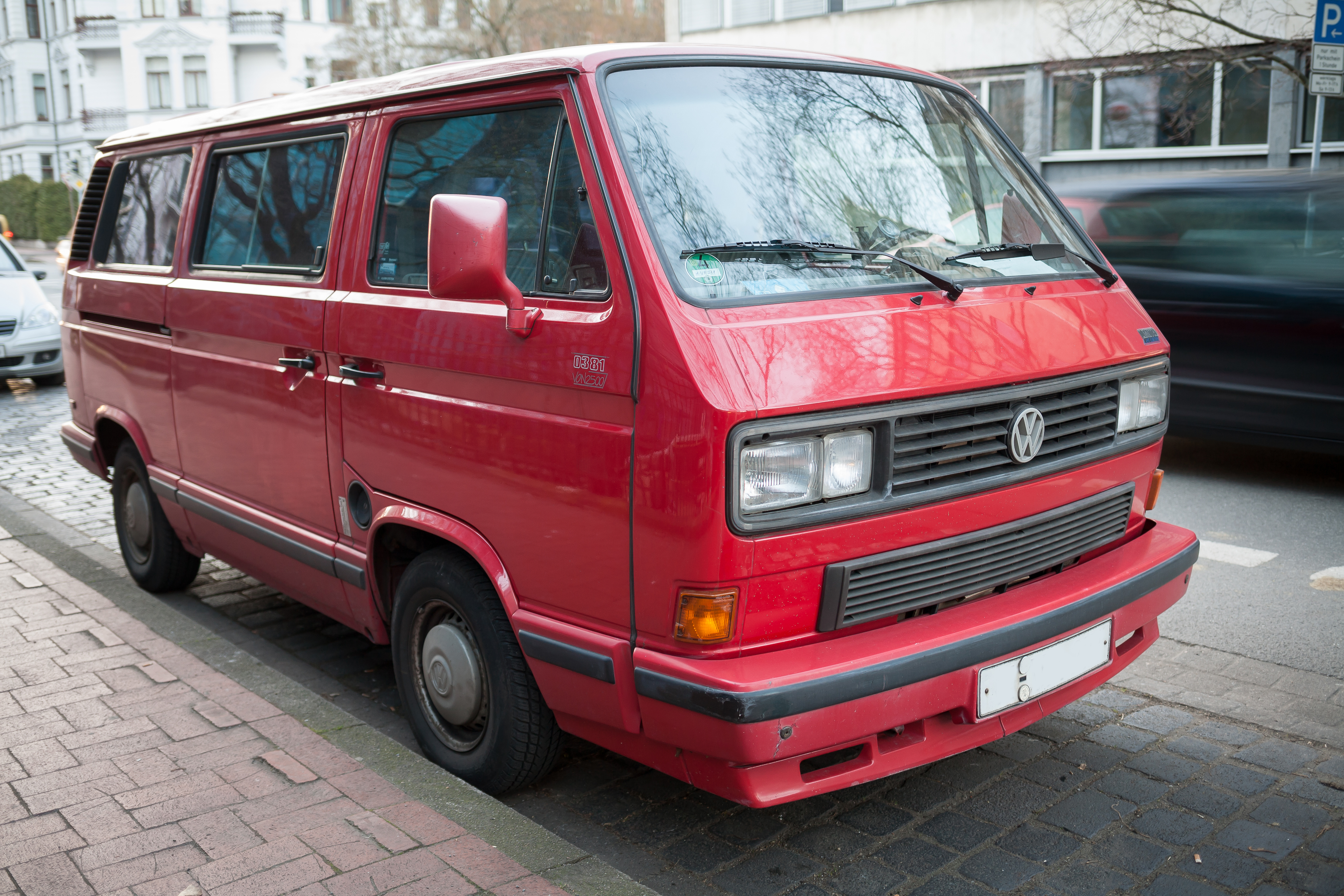
Tornadoroter Limited-Last-Edition-T3, Fahrzeug Nr. 381

Der T3 war das letzte Fahrzeug, das Volkswagen in Europa mit dem traditionellen Heckmotorantrieb herstellte, weswegen er von vielen Fans als der letzte „echte“ Bulli angesehen wird. Entsprechend hoch war gegen Ende der Produktionszeit die Nachfrage: Nachdem die Produktion im Stammwerk Hannover-Stöcken 1990 beendet worden war, wurden noch bis 1992 Behördenfahrzeuge und Syncros bei der Steyr Daimler Puch AG in Österreich hergestellt. Zum endgültigen Auslaufen der Baureihe brachte VW eine Neuauflage des Multivan als „Limited Last Edition“ (LLE) heraus. Der LLE wurde ebenfalls in Graz gebaut und ist prinzipiell genauso ausgestattet wie die 1989/1990er-Blue- und Whitestarserie. Es gab ihn in tornadorot und orlyblau-metallic (dunkelblau gegenüber dem Hellblau des Bluestar) und nur als Turbodiesel „JX“ mit 51 kW (69 PS) oder Wasserboxer „SS“ mit 68 kW (92 PS). Davon wurden genau 2500 Stück gebaut; 2499 Stück wurden verkauft und sind heute gesuchte Sammlerstücke.
Der T3 LLE mit der Nummer 2500, das allerletzte in Europa gebaute Exemplar, steht heute im Automuseum in Wolfsburg.
Volkswagen rechnete nicht mit dem reißenden Absatz der LLE und versprach mehreren hundert VW-Angehörigen einen der Busse. Alle 2499 durchnummerierten Exemplare waren jedoch schnell vergriffen, und so brachte man Ende 1992/Anfang 1993 zwei völlig identisch ausgestattete Modelle als „Redstar“ und „Bluestar“ heraus. Diese gab es nur als Turbodiesel „JX“. Somit gibt es zwei Bluestars, einen hellblauen Bluestar von 1989/1990 und einen dunkelblauen Bluestar von 1992/1993. Die 1992/1993er-Blue- bzw. Redstar gab es nie im Handel, sie waren nur für die Werksangehörigen reserviert, denen ein LLE versprochen worden war. Die Auflage dieser letzten Blue- und Redstars betrug 500 Stück. Sie erhielten keine Urkunde, wie die LLE, und auch die Fahrgestellnummern sind nicht fortlaufend.
Sogar 18 Jahre nach dem Ende der Produktion sind noch zahlreiche Exemplare als Nutzfahrzeuge bei Firmen und Behörden im Einsatz. Die Bundeswehr nutzte ab 1988 die Version T3-Pritschenwagen als Nachfolger für den T2-Pritschenwagen. Dieser Typ hatte ein erweitertes Einsatzspektrum und wurde für Material- und Personentransporte aller Art sowie in der Kraftfahrgrundausbildung eingesetzt. Bis zur Ablösung 1995 durch das Nachfolgemodell T4 befanden sich 4340 Fahrzeuge im Bestand der Bundeswehr.

### Produktionsorte
Von 1979 bis 1990 wurde der VW Typ 2 T3 im Werk Hannover hergestellt, von 1984 bis 1992 zusätzlich auch im österreichischen Graz bei Steyr Daimler Puch. Bis Sommer 2002 baute das südafrikanische VW-Werk Uitenhage den T3 als Microbus und Caravelle für den afrikanischen Markt weiter.

### Verkauf in Nordamerika
In den USA wurde der T3 vom Modelljahr 1980 bis 1992 als VW Vanagon verkauft. Der Name stellt eine Mischung der Begriffe Van und Wagon dar. Er sollte darauf anspielen, dass der T3 den Raum eines Vans biete, aber sich wie ein Kombi (Station Wagon) fahren würde. 1992 wurde er vom Eurovan (VW T4) ersetzt.

Zu den US-Varianten gehörten der Vanagon mit Vinylsitzen und einfacher Innenausstattung, der Vanagon L mit optionalen Stoffsitzen, hochwertigeren Innenverkleidungen und einem optionalen Gebläse für das Armaturenbrett sowie der Vanagon GL mit umfangreicherer Ausstattung, wie einem gepolsterten Lenkrad und Armlehnen vorne. Des Weiteren gab es den Vanagon als Campingbus von Westfalia mit Aufstelldach in verschiedenen Ausführungen. 

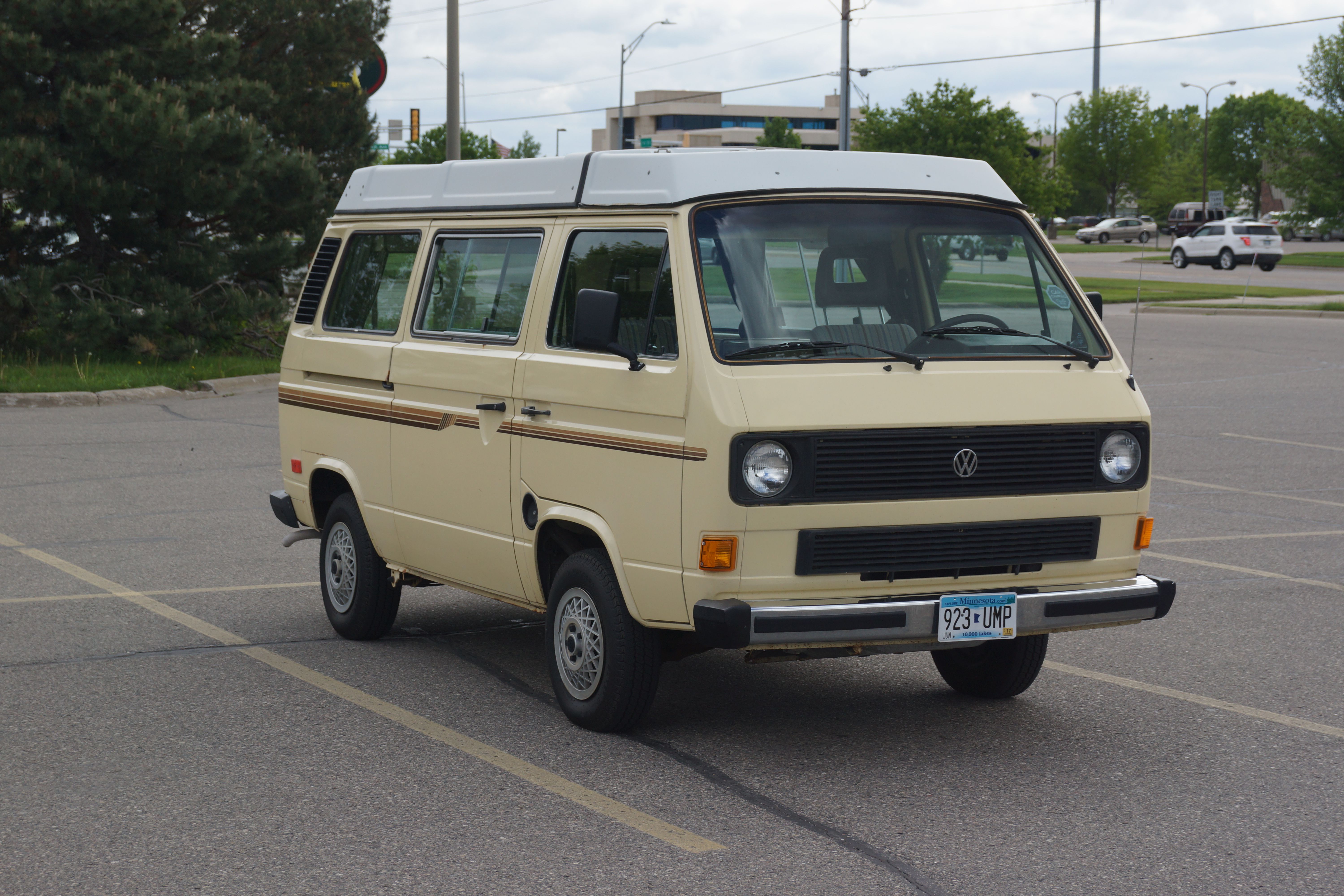
Volkswagen Vanagon Westfalia
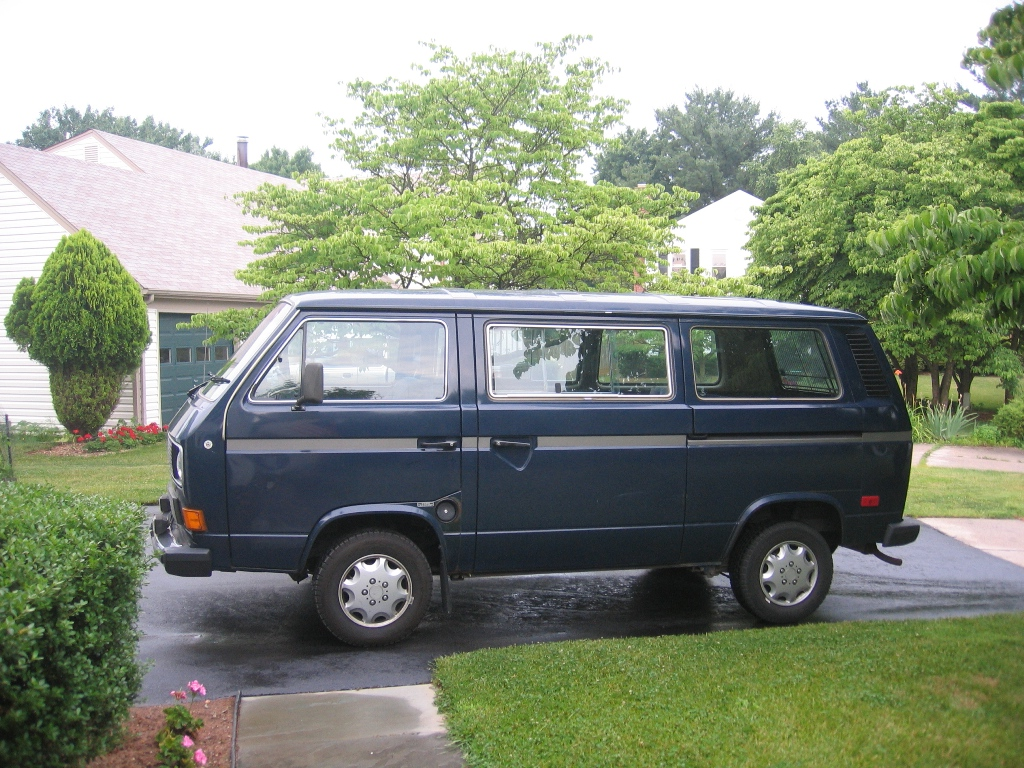
Vanagon Wolfsburg Edition
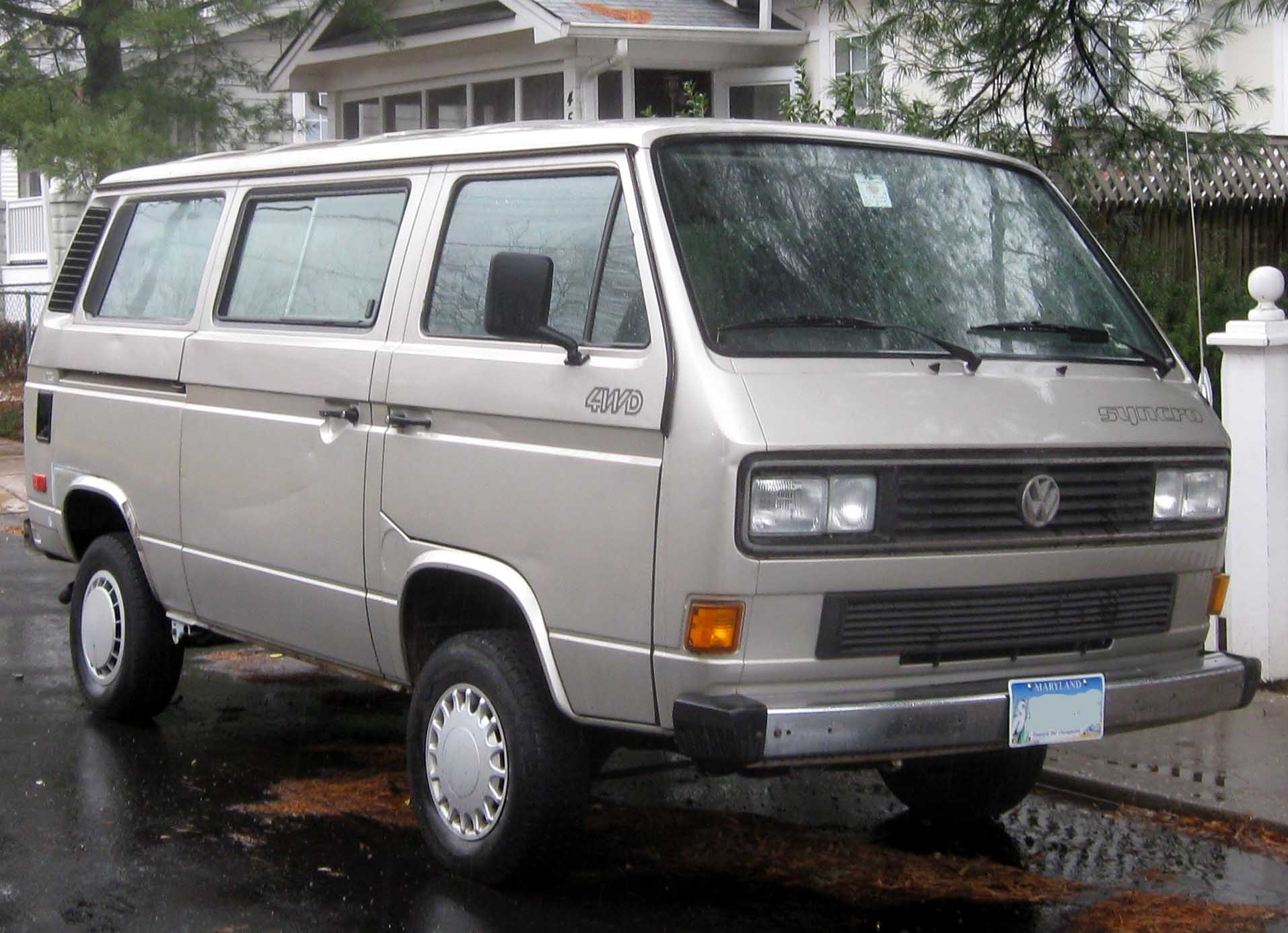
Vanagon Syncro

### Produktion in Südafrika bis Sommer 2002

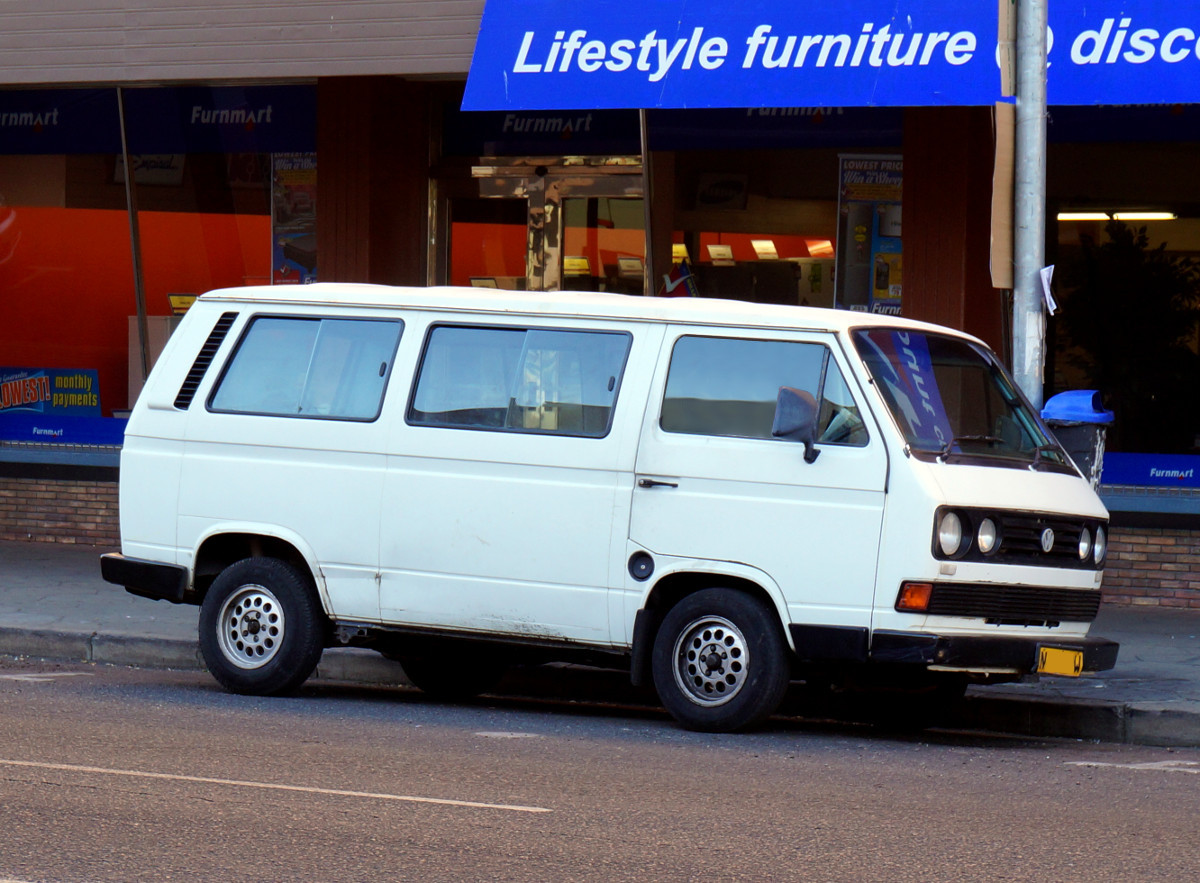
T3 aus Südafrika – gut erkennbar sind die großen Seitenscheiben

In Südafrika wurde der T3 noch bis Sommer 2002 als Microbus und Caravelle in Uitenhage weitergebaut und nur auf dem afrikanischen Markt vertrieben. Die Karosserie wurde dezent weiterentwickelt. So wurden größere Seitenfenster eingebaut und die Lufteinlässe umgestaltet. Die Fahrzeuge waren reichhaltig ausgestattet und hatten Ausstattungsdetails, die in Europa nicht angeboten wurden. Dieselmotoren und Standheizung waren dagegen nicht lieferbar. Die „Wasserboxer“ wurden ab Ende 1991 durch Vier- und Fünfzylinder-Reihenmotoren (1,8i mit 70 kW/95 PS bzw. 2,5i mit 100 kW/136 PS) ersetzt, später wurden ausschließlich Audi-Fünfzylindermotoren (2,3i mit 85 kW/116 PS und 2,6i mit 100 kW/136 PS) mit Benzineinspritzung eingebaut. Klimaanlage, Zentralverriegelung, Wegfahrsicherung usw. sind in fast jedem Afrikabus anzutreffen. Eine Abgasreinigung ist bei allen afrikanischen Fahrzeugen nicht vorhanden, und die Fahrzeuge wurden ausschließlich als Rechtslenker produziert. In Afrika ist der T3 weiterhin sehr beliebt – ähnlich wie der noch bis 2009 gebaute Citi Golf in verschiedenen Varianten mit bis zu 74 kW/101 PS (Einspritzmotor ohne Katalysator) und moderner Ausstattung.

## Technische Daten
VW Transporter T3 (1979–1992)
|                                                       | 1.6 | 2.0 | 1.9 | 1.9 | 1.9 | 2.1 | 2.1 | 2.1 | 2.1 | 1.7 D | 1.6 D | 1.6 TD |
| ----------------------------------------------------- | --- | --- | --- | --- | --- | --- | --- | --- | --- | --- | --- | --- |
| Motorkennbuchstabe                                    | CT/CZ | CU/CV | DF | DG | GW | MV | SR (1) | SS | DJ | KY | CS | JX |
| Bauzeit                                               | 1979–82 | 1979–82 | 1982–85 | 1982–92 | 1983–85 | 1985–92 | 1986–92 | 1989–92 | 1984–92 | 1987–92 | 1981–87 | 1984–92 |
| Motor                                                 | 4-Zylinder-Boxermotor, Stirnräder, zentrale Nockenwelle, Stößel, Stoßstangen und Kipphebel, hydraulischer Ventilspielausgleich | 4-Zylinder-Boxermotor, Stirnräder, zentrale Nockenwelle, Stößel, Stoßstangen und Kipphebel, hydraulischer Ventilspielausgleich | 4-Zylinder-Boxermotor, Stirnräder, zentrale Nockenwelle, Stößel, Stoßstangen und Kipphebel, hydraulischer Ventilspielausgleich | 4-Zylinder-Boxermotor, Stirnräder, zentrale Nockenwelle, Stößel, Stoßstangen und Kipphebel, hydraulischer Ventilspielausgleich | 4-Zylinder-Boxermotor, Stirnräder, zentrale Nockenwelle, Stößel, Stoßstangen und Kipphebel, hydraulischer Ventilspielausgleich | 4-Zylinder-Boxermotor, Stirnräder, zentrale Nockenwelle, Stößel, Stoßstangen und Kipphebel, hydraulischer Ventilspielausgleich | 4-Zylinder-Boxermotor, Stirnräder, zentrale Nockenwelle, Stößel, Stoßstangen und Kipphebel, hydraulischer Ventilspielausgleich | 4-Zylinder-Boxermotor, Stirnräder, zentrale Nockenwelle, Stößel, Stoßstangen und Kipphebel, hydraulischer Ventilspielausgleich | 4-Zylinder-Boxermotor, Stirnräder, zentrale Nockenwelle, Stößel, Stoßstangen und Kipphebel, hydraulischer Ventilspielausgleich | 4-Zylinder-Reihenmotor, obenliegende Nockenwelle, Zahnriemen | 4-Zylinder-Reihenmotor, obenliegende Nockenwelle, Zahnriemen | 4-Zylinder-Reihenmotor, obenliegende Nockenwelle, Zahnriemen |
| Kühlung                                               | Luftkühlung | Luftkühlung | Wasserkühlung | Wasserkühlung | Wasserkühlung | Wasserkühlung | Wasserkühlung | Wasserkühlung | Wasserkühlung | Wasserkühlung | Wasserkühlung | Wasserkühlung |
| Hubraum                                               | 1584 cm³ | 1970 cm³ | 1913 cm³ | 1913 cm³ | 1913 cm³ | 2109 cm³ | 2109 cm³ | 2109 cm³ | 2109 cm³ | 1715 cm³ | 1588 cm³ | 1588 cm³ |
| Bohrung × Hub in mm                                   | 85,5 × 69,0 | 94,0 × 71,0 | 94,0 × 68,9 | 94,0 × 68,9 | 94,0 × 68,9 | 94,0 × 76,0 | 94,0 × 76,0 | 94,0 × 76,0 | 94,0 × 76,0 | 79,5 × 86,4 | 76,5 × 86,4 | 76,5 × 86,4 |
| Höchstleistung (PS) bei 1/min                         | 37 kW (50 PS) 4000 | 51 kW (70 PS) 4200 | 44 kW (60 PS) 3700 | 57 kW (78 PS) 4400 | 66 kW (90 PS) 4400 | 70 kW (95 PS) 4800 | 64 kW (87 PS) 4000 | 68 kW (92 PS) 4500 | 82 kW (112 PS) 4800 | 42 kW (57 PS) 4500 | 37 kW (50 PS) 4200 | 51 kW (70 PS) 4500 |
| Max. Drehmoment: bei 1/min                            | 103 Nm 2400 | 137 Nm 3000 | 140 Nm 2200 | 141/153 (2) Nm 2600 | 147 Nm 2800 | 160 Nm 2800 | 160 Nm 2800 | 154 Nm 2800 | 174 Nm 2800 | 103 Nm 2800 | 103 Nm 2000 | 138 Nm 2500 |
| Gemisch- aufbereitung                                 | Ein Fallstromver- gaser Solex 34 PICT-4 | Zwei Fallstromver- gaser Solex 34 PDSIT-2/-3 | Ein Fallstromver- gaser Solex 34 PICT-5 | Ein Fallstrom-Registerver- gaser Solex 2E3 (2E4) | Digitale Einspritzanlage (Digijet) | Digitale Einspritzanlage (Digifant) | Digitale Einspritzanlage (Digifant) | Digitale Einspritzanlage (Digifant) | Digitale Einspritzanlage (Digijet) | Verteiler-Einspritzpumpe | Verteiler-Einspritzpumpe | Verteiler-Einspritzpumpe Turbolader |
| Getriebe, Serie                                       | 4-Gang | 4-Gang | 4-Gang | 4-Gang | 4-Gang | 5-Gang | 5-Gang | 5-Gang | 5-Gang | 4-Gang | 4-Gang | 4-Gang |
| Getriebe, optional                                    | – | 3-Gang-Automatic | 5-Gang | 5-Gang, 3-Gang-Automatic | 5-Gang, 3-Gang-Automatic | 3-Gang-Automatic | 3-Gang-Automatic | 3-Gang-Automatic | 3-Gang-Automatic | 5-Gang | 5-Gang | 5-Gang |
| Radaufhängung vorn                                    | Doppelquerlenker, Progressive Schraubenfedern, Stabilisator, Teleskopstoßdämpfer bei syncro: Fahrschemel für Vorderachsgetriebe mit Visco-Kupplung | Doppelquerlenker, Progressive Schraubenfedern, Stabilisator, Teleskopstoßdämpfer bei syncro: Fahrschemel für Vorderachsgetriebe mit Visco-Kupplung | Doppelquerlenker, Progressive Schraubenfedern, Stabilisator, Teleskopstoßdämpfer bei syncro: Fahrschemel für Vorderachsgetriebe mit Visco-Kupplung | Doppelquerlenker, Progressive Schraubenfedern, Stabilisator, Teleskopstoßdämpfer bei syncro: Fahrschemel für Vorderachsgetriebe mit Visco-Kupplung | Doppelquerlenker, Progressive Schraubenfedern, Stabilisator, Teleskopstoßdämpfer bei syncro: Fahrschemel für Vorderachsgetriebe mit Visco-Kupplung | Doppelquerlenker, Progressive Schraubenfedern, Stabilisator, Teleskopstoßdämpfer bei syncro: Fahrschemel für Vorderachsgetriebe mit Visco-Kupplung | Doppelquerlenker, Progressive Schraubenfedern, Stabilisator, Teleskopstoßdämpfer bei syncro: Fahrschemel für Vorderachsgetriebe mit Visco-Kupplung | Doppelquerlenker, Progressive Schraubenfedern, Stabilisator, Teleskopstoßdämpfer bei syncro: Fahrschemel für Vorderachsgetriebe mit Visco-Kupplung | Doppelquerlenker, Progressive Schraubenfedern, Stabilisator, Teleskopstoßdämpfer bei syncro: Fahrschemel für Vorderachsgetriebe mit Visco-Kupplung | Doppelquerlenker, Progressive Schraubenfedern, Stabilisator, Teleskopstoßdämpfer bei syncro: Fahrschemel für Vorderachsgetriebe mit Visco-Kupplung | Doppelquerlenker, Progressive Schraubenfedern, Stabilisator, Teleskopstoßdämpfer bei syncro: Fahrschemel für Vorderachsgetriebe mit Visco-Kupplung | Doppelquerlenker, Progressive Schraubenfedern, Stabilisator, Teleskopstoßdämpfer bei syncro: Fahrschemel für Vorderachsgetriebe mit Visco-Kupplung |
| Radaufhängung hinten                                  | Schräglenker, Miniblockfedern, Teleskopstoßdämpfer | Schräglenker, Miniblockfedern, Teleskopstoßdämpfer | Schräglenker, Miniblockfedern, Teleskopstoßdämpfer | Schräglenker, Miniblockfedern, Teleskopstoßdämpfer | Schräglenker, Miniblockfedern, Teleskopstoßdämpfer | Schräglenker, Miniblockfedern, Teleskopstoßdämpfer | Schräglenker, Miniblockfedern, Teleskopstoßdämpfer | Schräglenker, Miniblockfedern, Teleskopstoßdämpfer | Schräglenker, Miniblockfedern, Teleskopstoßdämpfer | Schräglenker, Miniblockfedern, Teleskopstoßdämpfer | Schräglenker, Miniblockfedern, Teleskopstoßdämpfer | Schräglenker, Miniblockfedern, Teleskopstoßdämpfer |
| Bremsen                                               | Scheibenbremsen vorne, Trommeln hinten Bremskraftverstärker und -regler, wahlweise ABS (ab 1986) | Scheibenbremsen vorne, Trommeln hinten Bremskraftverstärker und -regler, wahlweise ABS (ab 1986) | Scheibenbremsen vorne, Trommeln hinten Bremskraftverstärker und -regler, wahlweise ABS (ab 1986) | Scheibenbremsen vorne, Trommeln hinten Bremskraftverstärker und -regler, wahlweise ABS (ab 1986) | Scheibenbremsen vorne, Trommeln hinten Bremskraftverstärker und -regler, wahlweise ABS (ab 1986) | Scheibenbremsen vorne, Trommeln hinten Bremskraftverstärker und -regler, wahlweise ABS (ab 1986) | Scheibenbremsen vorne, Trommeln hinten Bremskraftverstärker und -regler, wahlweise ABS (ab 1986) | Scheibenbremsen vorne, Trommeln hinten Bremskraftverstärker und -regler, wahlweise ABS (ab 1986) | Scheibenbremsen vorne, Trommeln hinten Bremskraftverstärker und -regler, wahlweise ABS (ab 1986) | Scheibenbremsen vorne, Trommeln hinten Bremskraftverstärker und -regler, wahlweise ABS (ab 1986) | Scheibenbremsen vorne, Trommeln hinten Bremskraftverstärker und -regler, wahlweise ABS (ab 1986) | Scheibenbremsen vorne, Trommeln hinten Bremskraftverstärker und -regler, wahlweise ABS (ab 1986) |
| Karosserie                                            | Selbsttragende Ganzstahl-Karosserie, Rahmen-Bodenanlage mit Längs- und Querträgern, vorn Stoßfänger-Deformationselement | Selbsttragende Ganzstahl-Karosserie, Rahmen-Bodenanlage mit Längs- und Querträgern, vorn Stoßfänger-Deformationselement | Selbsttragende Ganzstahl-Karosserie, Rahmen-Bodenanlage mit Längs- und Querträgern, vorn Stoßfänger-Deformationselement | Selbsttragende Ganzstahl-Karosserie, Rahmen-Bodenanlage mit Längs- und Querträgern, vorn Stoßfänger-Deformationselement | Selbsttragende Ganzstahl-Karosserie, Rahmen-Bodenanlage mit Längs- und Querträgern, vorn Stoßfänger-Deformationselement | Selbsttragende Ganzstahl-Karosserie, Rahmen-Bodenanlage mit Längs- und Querträgern, vorn Stoßfänger-Deformationselement | Selbsttragende Ganzstahl-Karosserie, Rahmen-Bodenanlage mit Längs- und Querträgern, vorn Stoßfänger-Deformationselement | Selbsttragende Ganzstahl-Karosserie, Rahmen-Bodenanlage mit Längs- und Querträgern, vorn Stoßfänger-Deformationselement | Selbsttragende Ganzstahl-Karosserie, Rahmen-Bodenanlage mit Längs- und Querträgern, vorn Stoßfänger-Deformationselement | Selbsttragende Ganzstahl-Karosserie, Rahmen-Bodenanlage mit Längs- und Querträgern, vorn Stoßfänger-Deformationselement | Selbsttragende Ganzstahl-Karosserie, Rahmen-Bodenanlage mit Längs- und Querträgern, vorn Stoßfänger-Deformationselement | Selbsttragende Ganzstahl-Karosserie, Rahmen-Bodenanlage mit Längs- und Querträgern, vorn Stoßfänger-Deformationselement |
| Tank                                                  | Stahlblech, 60 Liter; (syncro: Kunststoff, 70 Liter) | Stahlblech, 60 Liter; (syncro: Kunststoff, 70 Liter) | Stahlblech, 60 Liter; (syncro: Kunststoff, 70 Liter) | Stahlblech, 60 Liter; (syncro: Kunststoff, 70 Liter) | Stahlblech, 60 Liter; (syncro: Kunststoff, 70 Liter) | Stahlblech, 60 Liter; (syncro: Kunststoff, 70 Liter) | Stahlblech, 60 Liter; (syncro: Kunststoff, 70 Liter) | Stahlblech, 60 Liter; (syncro: Kunststoff, 70 Liter) | Stahlblech, 60 Liter; (syncro: Kunststoff, 70 Liter) | Stahlblech, 60 Liter; (syncro: Kunststoff, 70 Liter) | Stahlblech, 60 Liter; (syncro: Kunststoff, 70 Liter) | Stahlblech, 60 Liter; (syncro: Kunststoff, 70 Liter) |
| Spurweite vorn/hinten                                 | 1585 / 1570 (syncro: 1568 / 1560 mm, mit 16-Zoll-Fahrwerk: 1597 / 1590 mm) | 1585 / 1570 (syncro: 1568 / 1560 mm, mit 16-Zoll-Fahrwerk: 1597 / 1590 mm) | 1585 / 1570 (syncro: 1568 / 1560 mm, mit 16-Zoll-Fahrwerk: 1597 / 1590 mm) | 1585 / 1570 (syncro: 1568 / 1560 mm, mit 16-Zoll-Fahrwerk: 1597 / 1590 mm) | 1585 / 1570 (syncro: 1568 / 1560 mm, mit 16-Zoll-Fahrwerk: 1597 / 1590 mm) | 1585 / 1570 (syncro: 1568 / 1560 mm, mit 16-Zoll-Fahrwerk: 1597 / 1590 mm) | 1585 / 1570 (syncro: 1568 / 1560 mm, mit 16-Zoll-Fahrwerk: 1597 / 1590 mm) | 1585 / 1570 (syncro: 1568 / 1560 mm, mit 16-Zoll-Fahrwerk: 1597 / 1590 mm) | 1585 / 1570 (syncro: 1568 / 1560 mm, mit 16-Zoll-Fahrwerk: 1597 / 1590 mm) | 1585 / 1570 (syncro: 1568 / 1560 mm, mit 16-Zoll-Fahrwerk: 1597 / 1590 mm) | 1585 / 1570 (syncro: 1568 / 1560 mm, mit 16-Zoll-Fahrwerk: 1597 / 1590 mm) | 1585 / 1570 (syncro: 1568 / 1560 mm, mit 16-Zoll-Fahrwerk: 1597 / 1590 mm) |
| Radstand                                              | 2460 mm (syncro: 2455 mm, mit 16-Zoll-Fahrwerk: 2480 mm) | 2460 mm (syncro: 2455 mm, mit 16-Zoll-Fahrwerk: 2480 mm) | 2460 mm (syncro: 2455 mm, mit 16-Zoll-Fahrwerk: 2480 mm) | 2460 mm (syncro: 2455 mm, mit 16-Zoll-Fahrwerk: 2480 mm) | 2460 mm (syncro: 2455 mm, mit 16-Zoll-Fahrwerk: 2480 mm) | 2460 mm (syncro: 2455 mm, mit 16-Zoll-Fahrwerk: 2480 mm) | 2460 mm (syncro: 2455 mm, mit 16-Zoll-Fahrwerk: 2480 mm) | 2460 mm (syncro: 2455 mm, mit 16-Zoll-Fahrwerk: 2480 mm) | 2460 mm (syncro: 2455 mm, mit 16-Zoll-Fahrwerk: 2480 mm) | 2460 mm (syncro: 2455 mm, mit 16-Zoll-Fahrwerk: 2480 mm) | 2460 mm (syncro: 2455 mm, mit 16-Zoll-Fahrwerk: 2480 mm) | 2460 mm (syncro: 2455 mm, mit 16-Zoll-Fahrwerk: 2480 mm) |
| Wattiefe (3)                                          | 310 mm (syncro: 350 mm; mit 16-Zoll-Fahrwerk: 390 mm, bzw. 500 mm (WBX)) | 310 mm (syncro: 350 mm; mit 16-Zoll-Fahrwerk: 390 mm, bzw. 500 mm (WBX)) | 310 mm (syncro: 350 mm; mit 16-Zoll-Fahrwerk: 390 mm, bzw. 500 mm (WBX)) | 310 mm (syncro: 350 mm; mit 16-Zoll-Fahrwerk: 390 mm, bzw. 500 mm (WBX)) | 310 mm (syncro: 350 mm; mit 16-Zoll-Fahrwerk: 390 mm, bzw. 500 mm (WBX)) | 310 mm (syncro: 350 mm; mit 16-Zoll-Fahrwerk: 390 mm, bzw. 500 mm (WBX)) | 310 mm (syncro: 350 mm; mit 16-Zoll-Fahrwerk: 390 mm, bzw. 500 mm (WBX)) | 310 mm (syncro: 350 mm; mit 16-Zoll-Fahrwerk: 390 mm, bzw. 500 mm (WBX)) | 310 mm (syncro: 350 mm; mit 16-Zoll-Fahrwerk: 390 mm, bzw. 500 mm (WBX)) | 310 mm (syncro: 350 mm; mit 16-Zoll-Fahrwerk: 390 mm, bzw. 500 mm (WBX)) | 310 mm (syncro: 350 mm; mit 16-Zoll-Fahrwerk: 390 mm, bzw. 500 mm (WBX)) | 310 mm (syncro: 350 mm; mit 16-Zoll-Fahrwerk: 390 mm, bzw. 500 mm (WBX)) |
| Wendekreis                                            | 10,7 m (syncro: 10,9 m; mit 16-Zoll-Fahrwerk: 11,3 m) | 10,7 m (syncro: 10,9 m; mit 16-Zoll-Fahrwerk: 11,3 m) | 10,7 m (syncro: 10,9 m; mit 16-Zoll-Fahrwerk: 11,3 m) | 10,7 m (syncro: 10,9 m; mit 16-Zoll-Fahrwerk: 11,3 m) | 10,7 m (syncro: 10,9 m; mit 16-Zoll-Fahrwerk: 11,3 m) | 10,7 m (syncro: 10,9 m; mit 16-Zoll-Fahrwerk: 11,3 m) | 10,7 m (syncro: 10,9 m; mit 16-Zoll-Fahrwerk: 11,3 m) | 10,7 m (syncro: 10,9 m; mit 16-Zoll-Fahrwerk: 11,3 m) | 10,7 m (syncro: 10,9 m; mit 16-Zoll-Fahrwerk: 11,3 m) | 10,7 m (syncro: 10,9 m; mit 16-Zoll-Fahrwerk: 11,3 m) | 10,7 m (syncro: 10,9 m; mit 16-Zoll-Fahrwerk: 11,3 m) | 10,7 m (syncro: 10,9 m; mit 16-Zoll-Fahrwerk: 11,3 m) |
| Länge                                                 | 4570 mm (Kasten/Kombi/Pritsche) bis 4636 mm (Großraum-Pritsche) | 4570 mm (Kasten/Kombi/Pritsche) bis 4636 mm (Großraum-Pritsche) | 4570 mm (Kasten/Kombi/Pritsche) bis 4636 mm (Großraum-Pritsche) | 4570 mm (Kasten/Kombi/Pritsche) bis 4636 mm (Großraum-Pritsche) | 4570 mm (Kasten/Kombi/Pritsche) bis 4636 mm (Großraum-Pritsche) | 4570 mm (Kasten/Kombi/Pritsche) bis 4636 mm (Großraum-Pritsche) | 4570 mm (Kasten/Kombi/Pritsche) bis 4636 mm (Großraum-Pritsche) | 4570 mm (Kasten/Kombi/Pritsche) bis 4636 mm (Großraum-Pritsche) | 4570 mm (Kasten/Kombi/Pritsche) bis 4636 mm (Großraum-Pritsche) | 4570 mm (Kasten/Kombi/Pritsche) bis 4636 mm (Großraum-Pritsche) | 4570 mm (Kasten/Kombi/Pritsche) bis 4636 mm (Großraum-Pritsche) | 4570 mm (Kasten/Kombi/Pritsche) bis 4636 mm (Großraum-Pritsche) |
| Leergewicht (4)                                       | Kastenwagen/Kombi/Pritsche: 1395 kg, Hochraum-Kombi: 1445 kg Großraum-Pritsche: 1490 kg, Doppelkabine: 1450 kg Kombi L und Caravelle C/CL: 1480 kg, GL: 1510 kg, Carat: 1730 kg Mehrgewichte – 42-kW-Dieselmotor: 70 kg, 51-kW-Dieselmotor: 85 kg Automatic: 40 kg, für Plane/Spriegel – Pritsche: 35 kg/Doppelkabine: 25 kg syncro: 145 kg (mit 16-Zoll-Fahrwerk: 195 kg) | Kastenwagen/Kombi/Pritsche: 1395 kg, Hochraum-Kombi: 1445 kg Großraum-Pritsche: 1490 kg, Doppelkabine: 1450 kg Kombi L und Caravelle C/CL: 1480 kg, GL: 1510 kg, Carat: 1730 kg Mehrgewichte – 42-kW-Dieselmotor: 70 kg, 51-kW-Dieselmotor: 85 kg Automatic: 40 kg, für Plane/Spriegel – Pritsche: 35 kg/Doppelkabine: 25 kg syncro: 145 kg (mit 16-Zoll-Fahrwerk: 195 kg) | Kastenwagen/Kombi/Pritsche: 1395 kg, Hochraum-Kombi: 1445 kg Großraum-Pritsche: 1490 kg, Doppelkabine: 1450 kg Kombi L und Caravelle C/CL: 1480 kg, GL: 1510 kg, Carat: 1730 kg Mehrgewichte – 42-kW-Dieselmotor: 70 kg, 51-kW-Dieselmotor: 85 kg Automatic: 40 kg, für Plane/Spriegel – Pritsche: 35 kg/Doppelkabine: 25 kg syncro: 145 kg (mit 16-Zoll-Fahrwerk: 195 kg) | Kastenwagen/Kombi/Pritsche: 1395 kg, Hochraum-Kombi: 1445 kg Großraum-Pritsche: 1490 kg, Doppelkabine: 1450 kg Kombi L und Caravelle C/CL: 1480 kg, GL: 1510 kg, Carat: 1730 kg Mehrgewichte – 42-kW-Dieselmotor: 70 kg, 51-kW-Dieselmotor: 85 kg Automatic: 40 kg, für Plane/Spriegel – Pritsche: 35 kg/Doppelkabine: 25 kg syncro: 145 kg (mit 16-Zoll-Fahrwerk: 195 kg) | Kastenwagen/Kombi/Pritsche: 1395 kg, Hochraum-Kombi: 1445 kg Großraum-Pritsche: 1490 kg, Doppelkabine: 1450 kg Kombi L und Caravelle C/CL: 1480 kg, GL: 1510 kg, Carat: 1730 kg Mehrgewichte – 42-kW-Dieselmotor: 70 kg, 51-kW-Dieselmotor: 85 kg Automatic: 40 kg, für Plane/Spriegel – Pritsche: 35 kg/Doppelkabine: 25 kg syncro: 145 kg (mit 16-Zoll-Fahrwerk: 195 kg) | Kastenwagen/Kombi/Pritsche: 1395 kg, Hochraum-Kombi: 1445 kg Großraum-Pritsche: 1490 kg, Doppelkabine: 1450 kg Kombi L und Caravelle C/CL: 1480 kg, GL: 1510 kg, Carat: 1730 kg Mehrgewichte – 42-kW-Dieselmotor: 70 kg, 51-kW-Dieselmotor: 85 kg Automatic: 40 kg, für Plane/Spriegel – Pritsche: 35 kg/Doppelkabine: 25 kg syncro: 145 kg (mit 16-Zoll-Fahrwerk: 195 kg) | Kastenwagen/Kombi/Pritsche: 1395 kg, Hochraum-Kombi: 1445 kg Großraum-Pritsche: 1490 kg, Doppelkabine: 1450 kg Kombi L und Caravelle C/CL: 1480 kg, GL: 1510 kg, Carat: 1730 kg Mehrgewichte – 42-kW-Dieselmotor: 70 kg, 51-kW-Dieselmotor: 85 kg Automatic: 40 kg, für Plane/Spriegel – Pritsche: 35 kg/Doppelkabine: 25 kg syncro: 145 kg (mit 16-Zoll-Fahrwerk: 195 kg) | Kastenwagen/Kombi/Pritsche: 1395 kg, Hochraum-Kombi: 1445 kg Großraum-Pritsche: 1490 kg, Doppelkabine: 1450 kg Kombi L und Caravelle C/CL: 1480 kg, GL: 1510 kg, Carat: 1730 kg Mehrgewichte – 42-kW-Dieselmotor: 70 kg, 51-kW-Dieselmotor: 85 kg Automatic: 40 kg, für Plane/Spriegel – Pritsche: 35 kg/Doppelkabine: 25 kg syncro: 145 kg (mit 16-Zoll-Fahrwerk: 195 kg) | Kastenwagen/Kombi/Pritsche: 1395 kg, Hochraum-Kombi: 1445 kg Großraum-Pritsche: 1490 kg, Doppelkabine: 1450 kg Kombi L und Caravelle C/CL: 1480 kg, GL: 1510 kg, Carat: 1730 kg Mehrgewichte – 42-kW-Dieselmotor: 70 kg, 51-kW-Dieselmotor: 85 kg Automatic: 40 kg, für Plane/Spriegel – Pritsche: 35 kg/Doppelkabine: 25 kg syncro: 145 kg (mit 16-Zoll-Fahrwerk: 195 kg) | Kastenwagen/Kombi/Pritsche: 1395 kg, Hochraum-Kombi: 1445 kg Großraum-Pritsche: 1490 kg, Doppelkabine: 1450 kg Kombi L und Caravelle C/CL: 1480 kg, GL: 1510 kg, Carat: 1730 kg Mehrgewichte – 42-kW-Dieselmotor: 70 kg, 51-kW-Dieselmotor: 85 kg Automatic: 40 kg, für Plane/Spriegel – Pritsche: 35 kg/Doppelkabine: 25 kg syncro: 145 kg (mit 16-Zoll-Fahrwerk: 195 kg) | Kastenwagen/Kombi/Pritsche: 1395 kg, Hochraum-Kombi: 1445 kg Großraum-Pritsche: 1490 kg, Doppelkabine: 1450 kg Kombi L und Caravelle C/CL: 1480 kg, GL: 1510 kg, Carat: 1730 kg Mehrgewichte – 42-kW-Dieselmotor: 70 kg, 51-kW-Dieselmotor: 85 kg Automatic: 40 kg, für Plane/Spriegel – Pritsche: 35 kg/Doppelkabine: 25 kg syncro: 145 kg (mit 16-Zoll-Fahrwerk: 195 kg) | Kastenwagen/Kombi/Pritsche: 1395 kg, Hochraum-Kombi: 1445 kg Großraum-Pritsche: 1490 kg, Doppelkabine: 1450 kg Kombi L und Caravelle C/CL: 1480 kg, GL: 1510 kg, Carat: 1730 kg Mehrgewichte – 42-kW-Dieselmotor: 70 kg, 51-kW-Dieselmotor: 85 kg Automatic: 40 kg, für Plane/Spriegel – Pritsche: 35 kg/Doppelkabine: 25 kg syncro: 145 kg (mit 16-Zoll-Fahrwerk: 195 kg) |
| Nutzlast (5)                                          | 610 kg (Caravelle Carat) bis 995 kg (Kastenwagen); a.W. mit verstärkter Federung um 240 kg erhöhte Nutzlast | 610 kg (Caravelle Carat) bis 995 kg (Kastenwagen); a.W. mit verstärkter Federung um 240 kg erhöhte Nutzlast | 610 kg (Caravelle Carat) bis 995 kg (Kastenwagen); a.W. mit verstärkter Federung um 240 kg erhöhte Nutzlast | 610 kg (Caravelle Carat) bis 995 kg (Kastenwagen); a.W. mit verstärkter Federung um 240 kg erhöhte Nutzlast | 610 kg (Caravelle Carat) bis 995 kg (Kastenwagen); a.W. mit verstärkter Federung um 240 kg erhöhte Nutzlast | 610 kg (Caravelle Carat) bis 995 kg (Kastenwagen); a.W. mit verstärkter Federung um 240 kg erhöhte Nutzlast | 610 kg (Caravelle Carat) bis 995 kg (Kastenwagen); a.W. mit verstärkter Federung um 240 kg erhöhte Nutzlast | 610 kg (Caravelle Carat) bis 995 kg (Kastenwagen); a.W. mit verstärkter Federung um 240 kg erhöhte Nutzlast | 610 kg (Caravelle Carat) bis 995 kg (Kastenwagen); a.W. mit verstärkter Federung um 240 kg erhöhte Nutzlast | 610 kg (Caravelle Carat) bis 995 kg (Kastenwagen); a.W. mit verstärkter Federung um 240 kg erhöhte Nutzlast | 610 kg (Caravelle Carat) bis 995 kg (Kastenwagen); a.W. mit verstärkter Federung um 240 kg erhöhte Nutzlast | 610 kg (Caravelle Carat) bis 995 kg (Kastenwagen); a.W. mit verstärkter Federung um 240 kg erhöhte Nutzlast |
| Höchstgeschwindigkeit (6)                             | 110 km/h | 127 km/h | 118 km/h | 130 km/h | 133 km/h | 141 km/h | 137 km/h | – | 150 km/h | 115 km/h | 103 km/h | 127 km/h |
| Verbrauch bei 90 km/h (7) in Liter/100 Kilometer (11) | 11,2 (4-Gang) | 11,1 (4-Gang) | 9,7 | 9,4 | – | 9,8 | 9,8 | – | 8,8 (8) | 8,0 mit 4-Gang: 8,5 | 8-9 | 7,9 mit 4-Gang: 8,3 |
| Verbrauch bei 120 km/h Liter/100 Kilometer (11)       | – | – | – | – | – | 14,5 18,4 (9) | 14,5 18,4 (9) | – | 13,1 15,1 (9) | – | – | – |
| Verbrauch Stadt (10) Liter/100 Kilometer (11)         | 15,7 (4-Gang) | 15,4 (4-Gang) | 11,8 mit 4-Gang: 12,9 | 10,9 mit 4-Gang: 13,9 | – | 15,5 | 15,5 | – | 12,0 | 9,8 mit 4-Gang: 8,9 | – | 8,7 mit 4-Gang: 8,6 |
| Kraftstoffart                                         | Normalbenzin | Normalbenzin | Normalbenzin | Normalbenzin | | Normalbenzin | Normalbenzin | | Superbenzin-Plus | Diesel | Diesel | Diesel |